# Littérature russe
La littérature en langue russe proprement dite naît au cours du XVIIe siècle, tout d'abord avec la poésie et le théâtre, mais très tôt naît une très riche tradition romanesque.

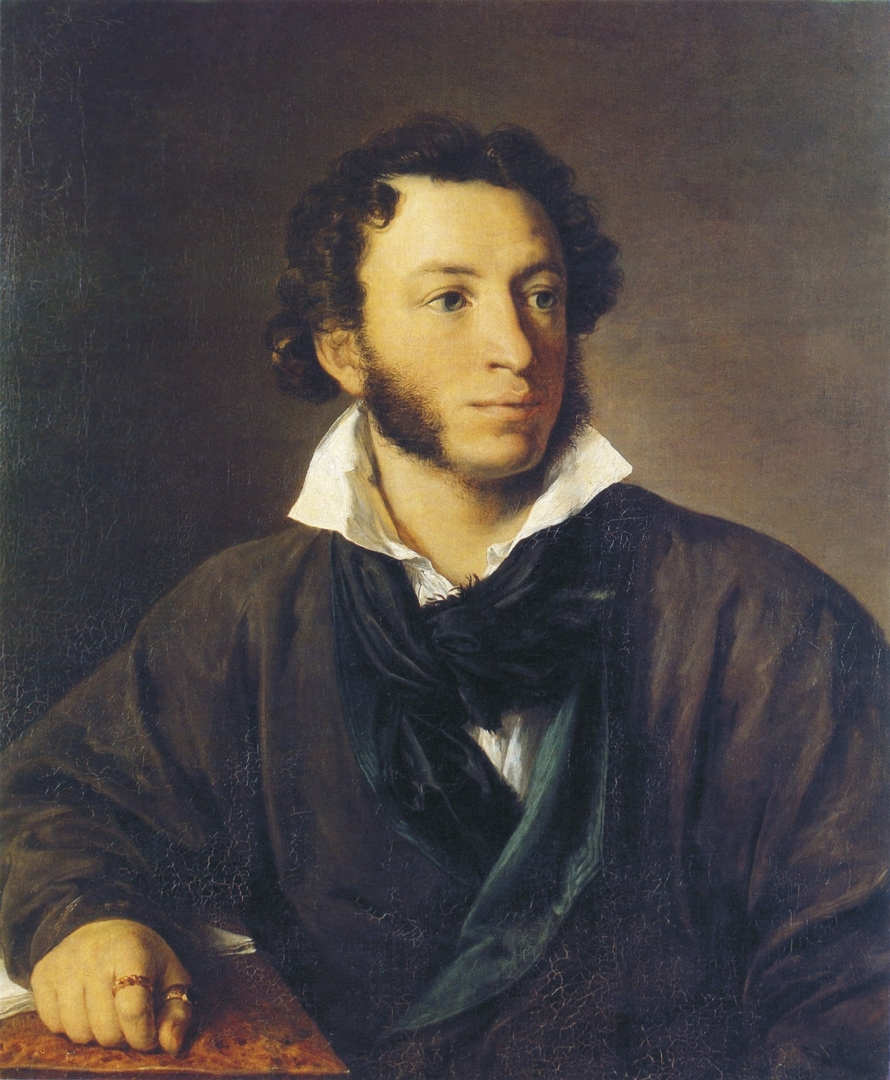
Alexandre Pouchkine par Vassili Tropinine, 1827.

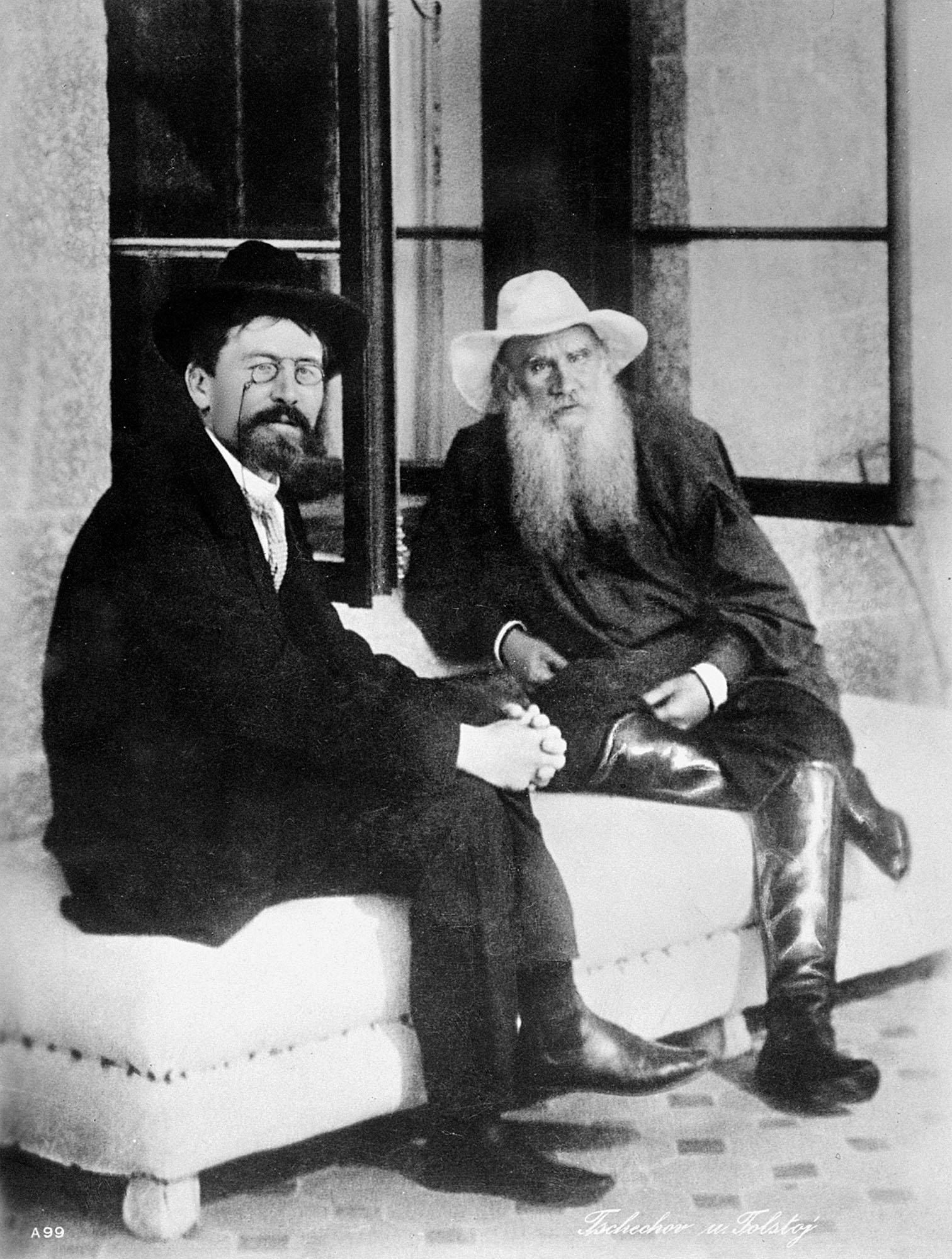
Anton Tchekhov et Léon Tolstoï, 1901

De grands auteurs russes apparaissent au XIXe siècle d'abord avec le romantisme, au début du siècle qui voit l'éclosion d'une génération talentueuse avec surtout Alexandre Pouchkine, Mikhaïl Lermontov. La suite du « siècle d'or de la littérature russe » produit de grands romanciers comme Nicolas Gogol, Fiodor Dostoïevski, Ivan Tourgueniev, Léon Tolstoï ; la fin du siècle est marquée par la figure du dramaturge Anton Tchekhov.
Au tournant du XXe siècle, un nouvel élan littéraire est porté par la poésie symboliste puis futuriste, associé à une intense activité théorique mais il se heurte vite à la persécution soviétique. Le siècle est cependant riche de poètes comme Sergueï Essénine et Vladimir Maïakovski et de romanciers comme Maxime Gorki, Boris Pasternak, Mikhaïl Cholokhov ou Mikhaïl Boulgakov. La répression stalinienne frappe particulièrement de nombreux écrivains, comme Vassili Grossman, Varlam Chalamov ou Alexandre Soljenitsyne, qui dénoncent le système totalitaire soviétique. Dans les années 1930, le réalisme socialiste est devenu le courant prédominant en Russie. Ses figures de proue sont Nikolaï Ostrovski, Alexandre Fadeïev entre autres écrivains qui ont jeté les bases de ce style. Le roman d'Ostrovski, Et l'acier fut trempé, est l'une des œuvres les plus populaires de la littérature socialiste russe.
Dans les années 1960, la seconde avant-garde russe soviétique non officielle et le postmodernisme russe ont vu le jour. En 1965-72, à Leningrad, existait le groupe de poésie et d'écriture avantgardiste absurde « Khelenkouts », qui comprenait entre autres Vladimir Erl et Aleksandr Mironov. Depuis les années 70, il existe des mouvements postmodernes non officiels tels que le conceptualisme moscovite, avec des éléments de poésie concrète. Arkadi Dragomochtchenko est considéré comme le principal représentant des poètes d'avant-garde dans la littérature russe.
La fin du XXe siècle post-soviétique a été une période difficile pour la littérature russe, avec peu de voix distinctes. Parmi les auteurs les plus populaires de cette période figurent les romanciers Viktor Pelevine et Vladimir Sorokine, ainsi que le poète Dmitri Prigov. Au XXIe siècle, une nouvelle génération d'auteurs russes apparaît, très différente de la prose russe postmoderne de la fin du XXe siècle, ce qui conduit les critiques à parler de « nouveau réalisme ».

## Les origines
Immense différence avec l’Occident, il n’existe en Russie aucun document écrit avant le XIe siècle : le Codex de Novgorod (de la Rus' de Kiev) semble le plus ancien document littéraire. Par ailleurs, le pays ne connaît pas de chevalerie en raison du joug tatar. « En Russie, il est impossible de découvrir aucune trace d'Humanisme, de Réforme ou de Renaissance. » La Russie ne connaît aucun texte non religieux avant le XVIIe hormis des récits populaires, et pas d’université avant celle de Mikhaïl Lomonossov, créée au XVIIIe siècle.
Après le schisme de 1054, l'opposition théologique et idéologique à l’Occident se traduit par le rejet de l’influence de Rome puis de l’Allemagne. La Russie se réfère plus volontiers à Byzance, dont Moscou récupère l'héritage après la chute de Constantinople prise par les Turcs en 1453. Moscou se voit comme la « troisième Rome » et reprend l'aigle bicéphale comme symbole.

### Le motLittérature
Selon Stépan Chévyriov (1806-1864), le mot actuel Literatura ("литература") désigne la « littérature », mais il s'agit d'un emprunt du XVIIIe, pour désigner un art écrit. Slovesnost ("словесность"), l’ancien mot, signifie « art du mot » et désigne un art écrit ou oral. La « литература » caractérise ainsi ce qui relève de l’écrit.

### Littérature vieux-russe

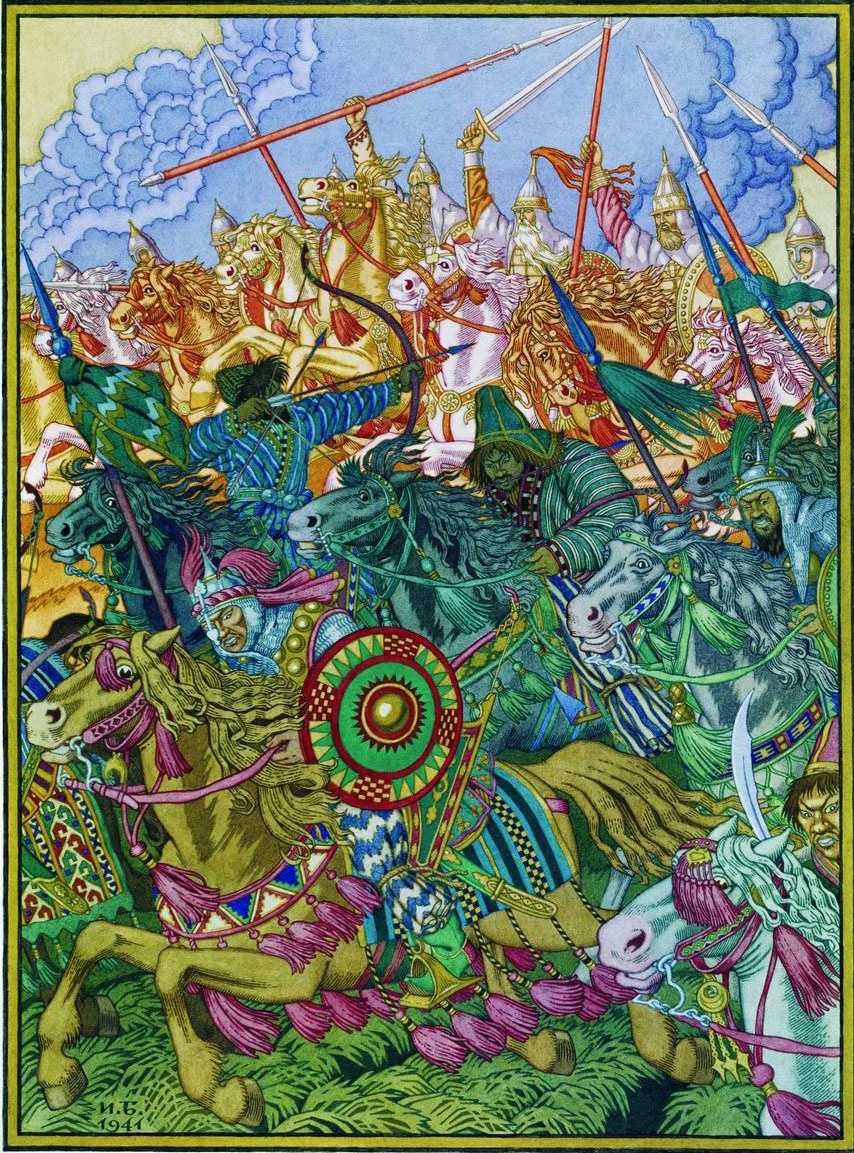
Illustration d'Ivan Bilibine, Le Dit de la campagne d'Igor.

Le slavon d'église est la langue liturgique de l'Église orthodoxe : traductions de la Bible en slavon d’Église (en).
Le grec médiéval (ou grec byzantin) est d'usage dans les relations diplomatiques avec l'Empire byzantin.
Le vieux russe (slave oriental commun) est la langue commune de la Rus (au sens très large de Ruthénie) aux VIe siècle - XIVe siècle, avant la séparation russe-ukrainien-biélorusse-rusyn).
La littérature vieux-russe se constitue de rares ouvrages écrits en vieux-russe comme l'anonyme Dit de la campagne d'Igor (Слово о Полку Игореве). Les bylines, épopées orales, ont mélangé les traditions païennes et chrétiennes, dans lesquelles l'influence de la littérature byzantine se fait sentir. 
La littérature médiévale russe est écrite en slavon avec une très forte thématique religieuse. 
Le premier ouvrage en russe courant, l'autobiographie de l'archevêque Avvakoum, ne voit le jour que vers le milieu du XVIIe siècle.

#### XVIesiècle
Après un long joug mongol (1243-1502), et la guerre de succession moscovite (1425-1453),  le territoire russe est unifié autour de la Moscovie sous le règne d'Ivan le Terrible (Ivan IV de Russie, 1530-1584), premier « tsar de toutes les Russies » (tsarat de Russie, 1547-1721). À sa mort, sans successeur légitime, après Fédor Ier (1557-1598, tsar en 1584-1598), le pouvoir échoit finalement à Boris Godounov (1551-1605).

#### XVIIesiècle
Son court règne (1598-1605) ouvre le Temps des troubles (смутное время), pendant lesquels des boyards se succèdent au Kremlin. Le désordre politique s'accompagne d’une famine et d’une crise économique sans précédent, mais du point de vue culturel, ce temps chaotique est riche. Sous l'impulsion de la république des Deux Nations (Pologne et Lituanie), la Russie s'ouvre au monde extérieur.
L'incertitude (Fédor II, Faux Dimitri, Vassili IV Chouiski, Ladislas IV Vasa) s'achève en 1615, après l'élection d'un tsar en 1613 : Michel III Romanov, premier représentant de la longue dynastie Romanov. À la fin du XVIIe siècle, son fils Alexis, Алексей Михайлович « le très paisible », lui succède. Son long règne (1645-1676) est marqué par de nombreuses réformes et l'apparition du raskol (schisme religieux). Sa deuxième femme, Natalia Narychkina (1651-1694, mère de Pierre le Grand (1672-1725)) s'intéresse beaucoup à ce qui se passe en Europe et exerce une grande influence sur son mari. Elle introduit en particulier le théâtre occidental et met en place une troupe permanente.

#### Textes
- Écritures slaves préchrétiennes (en)
- Littérature vieux-russe (ru), dont bailichka et byvalschina, palea
- Documents sur écorce de bouleau, Onfim
- Inscriptions novgorodiennes sur écorce de bouleau
- Dialecte de l'ancien Novgorod (it)

##### 1000
- Kormchaia (en) (ou Livres du pilote), traduits (en vieux-slave puis en vieux russe) du Nomocanon byzantin, règles normatives ecclésiastiques
- Byline, chant épique (du Xe au XIVe siècle)
- Codex de Novgorod (vers 1000), Évangéliaire d'Ostromir (vers 1056, sur parchemin)
- Anthologies de Sviatoslav (1073-1076)
- Collection complète des chroniques russes (vers 1000-1400), Première chronique de Novgorod (vers 1095), Chronique des temps passés (vers 1111), Chronique des Radziwiłł (1220c), Chronique d'Ipatiev...
- Prière de Daniel l'Emmuré (en) (1213-1216)
- Izmaragd (en) (XIIIe s.), compilation morale, surtout traduite du grec, adaptée au contexte russe
- Zadonchtchina (en) (vers 1390), commémoration de la bataille de Koulikovo (1380), outre-Don
- Évangéliaires de Khitrovo (vers 1400)

##### 1450
- Soudiebnik (1497), premier code de lois de Russie moscovite
- Bible de Gennade de Novgorod (vers 1500)
- Le Conte des Princes de Vladimir (en) (vers 1530)
- Chronique de Nikon (vers 1530)
- Soudiebnik de 1550 (en)
- Stoglav (en) (1551), Livre des cent chapitres, issu du synode de Stoglav (en), réglementation ecclésiastique
- Gosudarev Rodoslovets (en) (1555), premier livre généalogique officiel des souverains de Russie
- Le conte de Pierre et Fevronia (en) (vers 1550-1570)
- Domostroï (vers 1560), ménagier russe
- Livre dynastique (1560-1563 pour les derniers apports) (Généalogie royale, Livre des diplômes royaux), compilation hagiographique
- Chronique illustrée d'Ivan le Terrible (vers 1570)
- Bible d'Ostrog (en vieux-slavon, vers 1580)

##### 1600
- Conte de Sloven et de Rus et de la ville de Slovensk (vers 1638-1640)
- Chronique patriarcale (1652) (ru)
- Tstenik (ru) (1665)
- Chronique patriarcale (ru) (1670)
- Chronographe (ru) (1679)

##### à dater
- Troisième chronique de Novgorod (ru)
- chronique de Mazourine (ru) d'Isidor Snazine
- les chroniques de Novgorod de Zabeline (ru)
- Pogodine (ru)

- Traductions de la Bible en russe (en)
- Traductions de la Bible en d'autres langues de Russie (en)

#### Auteurs
Parmi les auteurs :
- Nestor (moine) (1056-1106), Chronique des temps passés
- Higoumène Daniel (vers 1105), abbé-prieur, Le Voyageur
- Stéphane de Novgorod (en), voyageur, auteur d'un récit, Voyageur (sur Constantinople, vers 1348)
- Athanase Nikitine (?-1472), négociant, voyageur, Voyage au-delà des trois mers (en) (Khozhdeniye za tri morya) (Inde, 1466-1472)
- Trifon Korobeynikov (en) (?-1595), marchand, voyageur, Description d'un voyage de Moscou à Constantinople
- Joseph de Volokolamsk (1440-1515), higoumène
- Sigmund von Herberstein (1486-1566), Rerum Moscoviticarum Commentarii (1549), en latin
- Ivan Timofeïev (1555-1631), scribe, Journal
- Vassili Gagara (?-1634), marchand, voyageur
- Nikon (patriarche de Moscou) (1605-1681)
- Avvakoum (1620-1682), archiprêtre, tête de file des Orthodoxes vieux-croyants, Vie du protopope Avvakoum écrite par lui-même
- Siméon de Polotsk (1629-1680), religieux, Le bâton de commandemen, Le Déjeuner spirituel (1682), Le Souper spiritue (1683)
- Grigori Kotochikhine (1630-1667), diplomate, La Russie au temps d'Alexis Mikhaïlovitch
- Silvestre Medvédev (es) (Simeón Agafónovich Medvédev) (1641-1691), poète, théologien

## LeXVIIIesiècle

### La modernisation de la Russie
Avec le règne de Pierre le Grand (1682-1725), la culture russe se sécularise et arrive progressivement à une littérature, une peinture et une musique russes au début du XVIIIe. Amorcé à la fin du XVIIe, le changement prend corps au début XVIIIe, avec la création de Saint-Pétersbourg en 1703. En 1721, l'État moscovite devient l'empire de Russie.
Dans un pays en grande partie analphabète, Pierre le Grand fonde le premier journal russe (gratuit), « Ведомости » (Les Nouvelles). Une réforme de l’alphabet simplifie les caractères cyrilliques, en s'inspirant de l'alphabet latin. En outre, de nombreuses écoles et institutions sont créées : l’Académie de Marine, l’École du Génie, l’École de Médecine de Moscou, l’Académie des Sciences, ainsi que le premier musée de Russie : la Kunstkamera, située à côté du palais d'Hiver.
Cependant, Pierre le Grand ne nourrit pas un intérêt profond pour la littérature et l’art. C’est avant tout quelqu’un de pratique, comme l’attestent ses réformes sur les académies ou l’administration en général. De même, les premiers livres imprimés en caractères cybiles sont des guides pratiques concernant l’art militaire, ou encore un manuel de correspondance.

### Les genres littéraires

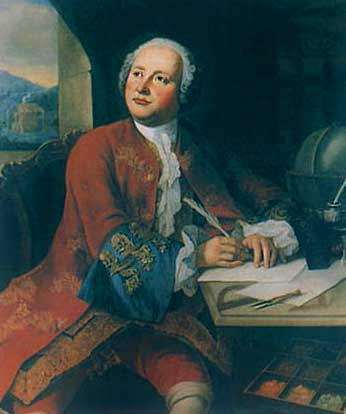
Mikhaïl Vassilievitch Lomonossov.

Sous Pierre le Grand, les chansons d’amour sont tolérées, ce qui est un changement essentiel. En effet, l’amour devient « autorisé », victime autrefois des désignations les plus dures. Ses chansons reprennent la tradition orale avec son système stylistique, ses images, et la poétique nouvelle du lyrisme européen.
On autorise également la littérature narrative : apparition de récits d’aventure, qui ne sont autres que des imitations de romans de chevalerie. Les « Повести » sont le plus souvent des adaptations au contexte russe de récits étrangers. On retrouve même des caractéristiques du conte populaire.
Le héros traditionnel de ces ouvrages est généralement un noble russe entreprenant, courageux, audacieux, et attiré par l’Occident: idéal de l’homme nouveau, pour l’élite. Un exemple en est l’Histoire du marin russe Vassili Kariotsky et de la belle reine Iraklia de la terre Florentine. L’aventure se passe à l’étranger, dans le ton du merveilleux (il devient roi de la terre florentine et épouse la reine). Le choix d'un marin comme héros dénote une certaine modernité (la flotte russe existe depuis très peu).
Cependant, tout le XVIIIe est marqué par l’hégémonie de la poésie.
Des auteurs comme Antioch Kantemir, Vassili Trediakovski, et Mikhaïl Lomonossov au début du XVIIIe siècle forment la première vague littéraire russe. En poésie Gavrila Derjavine, en prose Nikolaï Karamzine et Alexandre Radichtchev, au théâtre Alexandre Soumarokov et Denis Fonvizine défrichent des genres littéraires pour l'instant inexistants.

### Vers l’élaboration d’une langue littéraire
Les réformes de Pierre le Grand (1696-1725) entraînent une certaine occidentalisation des classes dirigeantes, dont l'adoption de langues étrangères d'éducation. 
Sur le modèle de l'Académie gréco-latine de Kiev (1632), Siméon de Polotsk (1629-1680), poète, écrivain spirituel, homme des Lumières, fondateur de l'école du monastère Zaïkonospasski (en), organise l'Académie slavo-gréco-latine (1687), pour former l'élite russe.
L'Université d'État de Moscou est créée en 1755 : Ivan Chouvalov, Mikhaïl Lomonossov.
L'Académie impériale de Russie est fondée en 1783.
Le XVIIIe siècle est une période déterminante marquée par une grande querelle concernant l'utilisation du vieux russe (ou slavon) ou du russe populaire comme langue littéraire. En 1743, Mikhaïl Lomonossov, futur fondateur de la première université à Moscou, écrit un traité de rhétorique en posant le dilemme du slavon. En 1745, le poète Vassili Trediakovski envisage la création d’une langue littéraire, mélange de la langue populaire et du slavon.
C'est finalement cette solution qu'adopte Lomonossov en 1755 avec la première Grammaire russe. Il s’agit là de la première normalisation de la langue. La langue russe écrite emprunte par ailleurs à l'étranger de nombreux termes techniques. Le vocabulaire de la marine est ainsi emprunté au néerlandais, le vocabulaire militaire à l'allemand, et les termes conceptuels proviennent souvent du français.
Au tournant du siècle, l'historien Nikolaï Karamzine (1766-1826), « le Tite-Live de la Russie », créateur (avec Mikhaïl Mouraviov) de la prose russe moderne, écrit son Histoire de l'État russe (depuis les temps les plus reculés jusqu’en 1611) (1816-1829).

### Naissance du roman russe
On traduit par ailleurs de plus en plus de romans occidentaux qui suscitent réflexion, comme les romans de l'abbé Prévost (à l’origine du premier débat littéraire en Russie), Madame de Scudéry, Scarron ou Lesage.
Le débat prend une dimension importante. Différentes sensibilités s'affirment :
Les conservateurs, qui l'emportent dans un premier temps le débat : le poète Alexandre Soumarokov (Cyмapоков) explique que « lire des romans est une inutile et regrettable perte de temps ». Mikhaïl Kheraskov (Xepaсков) ajoute qu'« on ne tire pas profit de la lecture des romans ».
Les opposants : Porochine (traducteur de l’abbé Prévost entre autres) argumente que les romans à l’européenne jouent un rôle social. Le succès grandissant des traductions entraîne l'apparition de romans russes qui auront beaucoup de succès.
Fédor Emine (ru) (1735-1770) est le premier romancier en langue russe, bien que d'origine étrangère. Il combine les modèles d’intrigues les plus répandus en les russifiant, et use d'un style médiocre. Mais ses romans comblent l'attente du public russe naissant et rencontrent un réel succès. Ses romans, dont le plus connu est « La fortune inconstante » (1763), proposent une sorte de mélange fantastique/réel, des amours difficiles, les poncifs du roman d’aventure, mais aussi des tableaux réalistes des mœurs de l'époque. Le fait que ces romans aient été écrits directement en russe explique pour une part leur succès. L'auteur affirme également que certaines aventures lui sont arrivées personnellement, facilitant la réception du lecteur.
Mais l’exemple de l'écrivain Mikhaïl Tchoulkov (ru) (1744-1792) reflète bien un certain paradoxe. Plutôt conservateur, il considère l’écriture de roman comme une activité insignifiante. Il est cependant intéressé par le fait que la langue d'Emine soit familière, et il écrit lui-même dans le parler contemporain de Moscou. Ce fait révèle le besoin d'élaborer une langue écrite adaptée à la réalité de la Russie contemporaine.

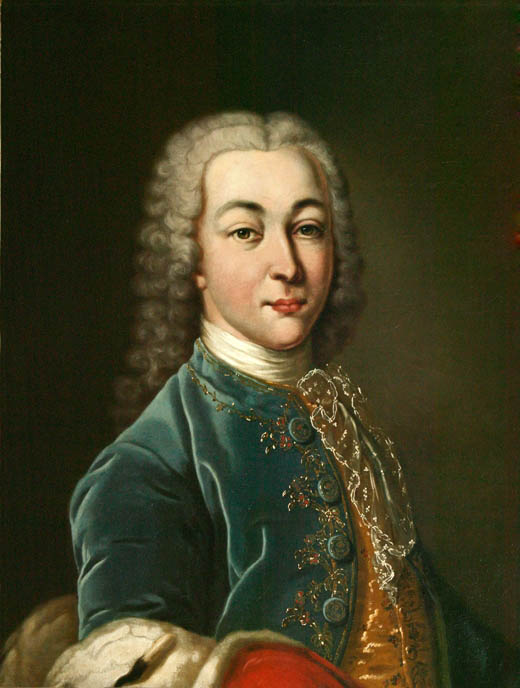
Antioche Cantemir
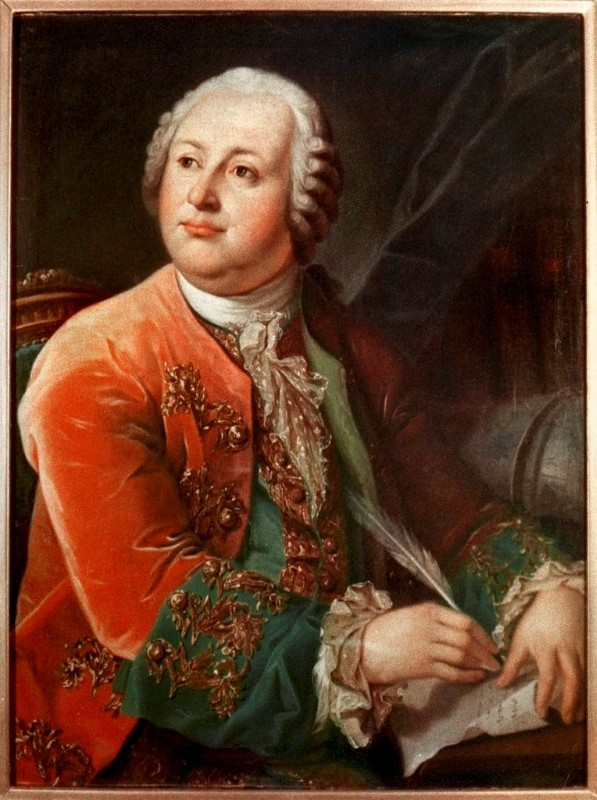
Mikhaïl Lomonossov
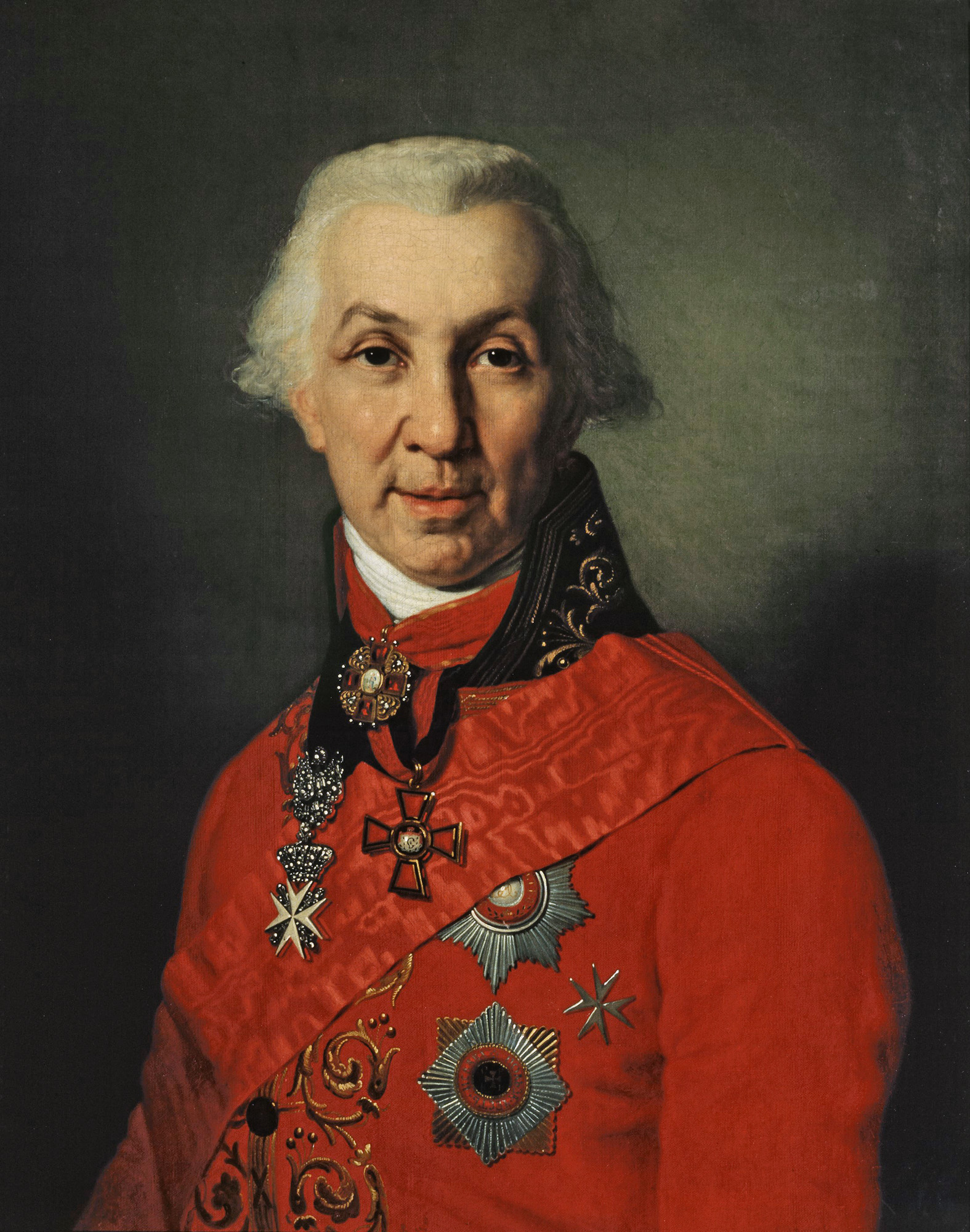
Gavrila Derjavine
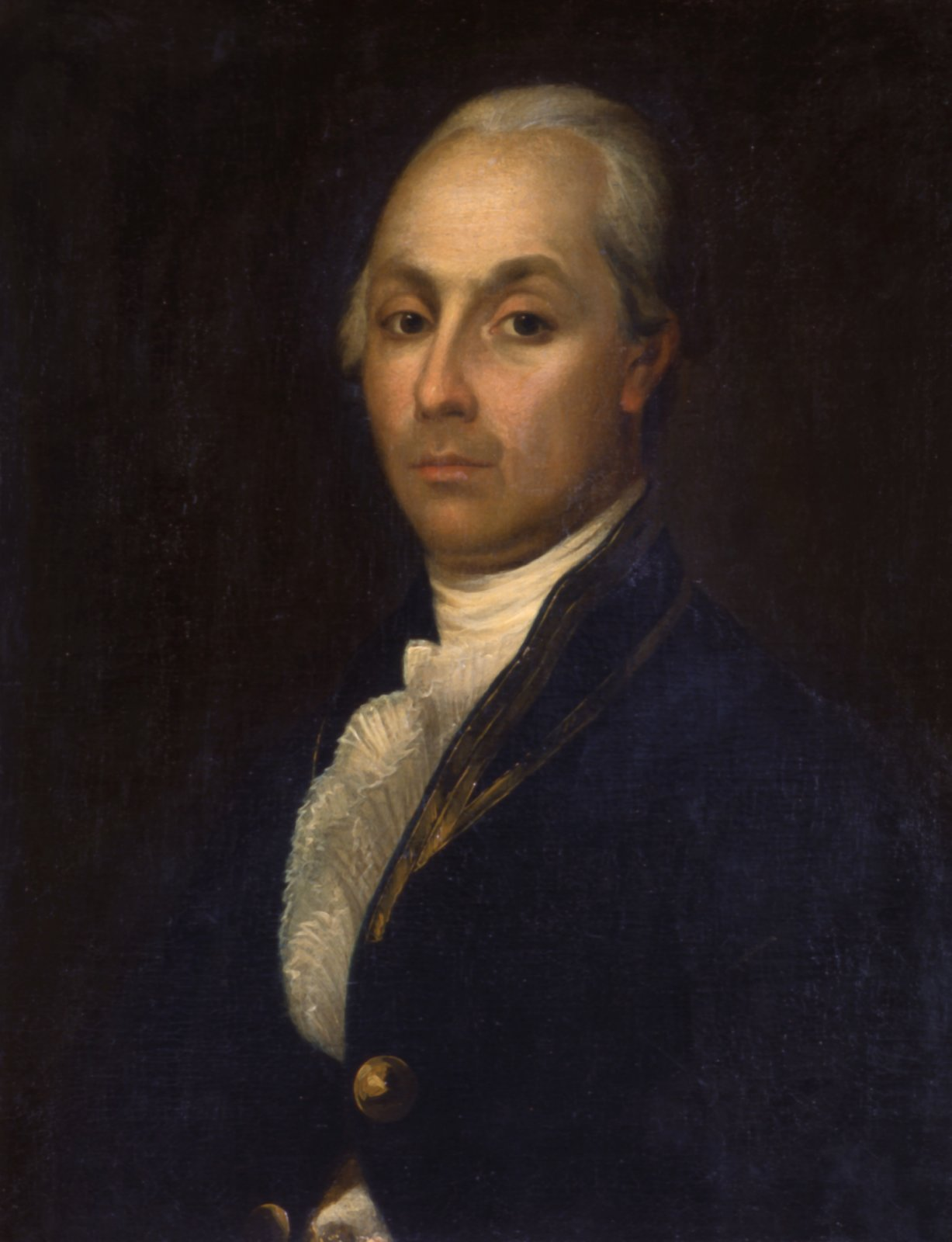
Alexandre Radichtchev
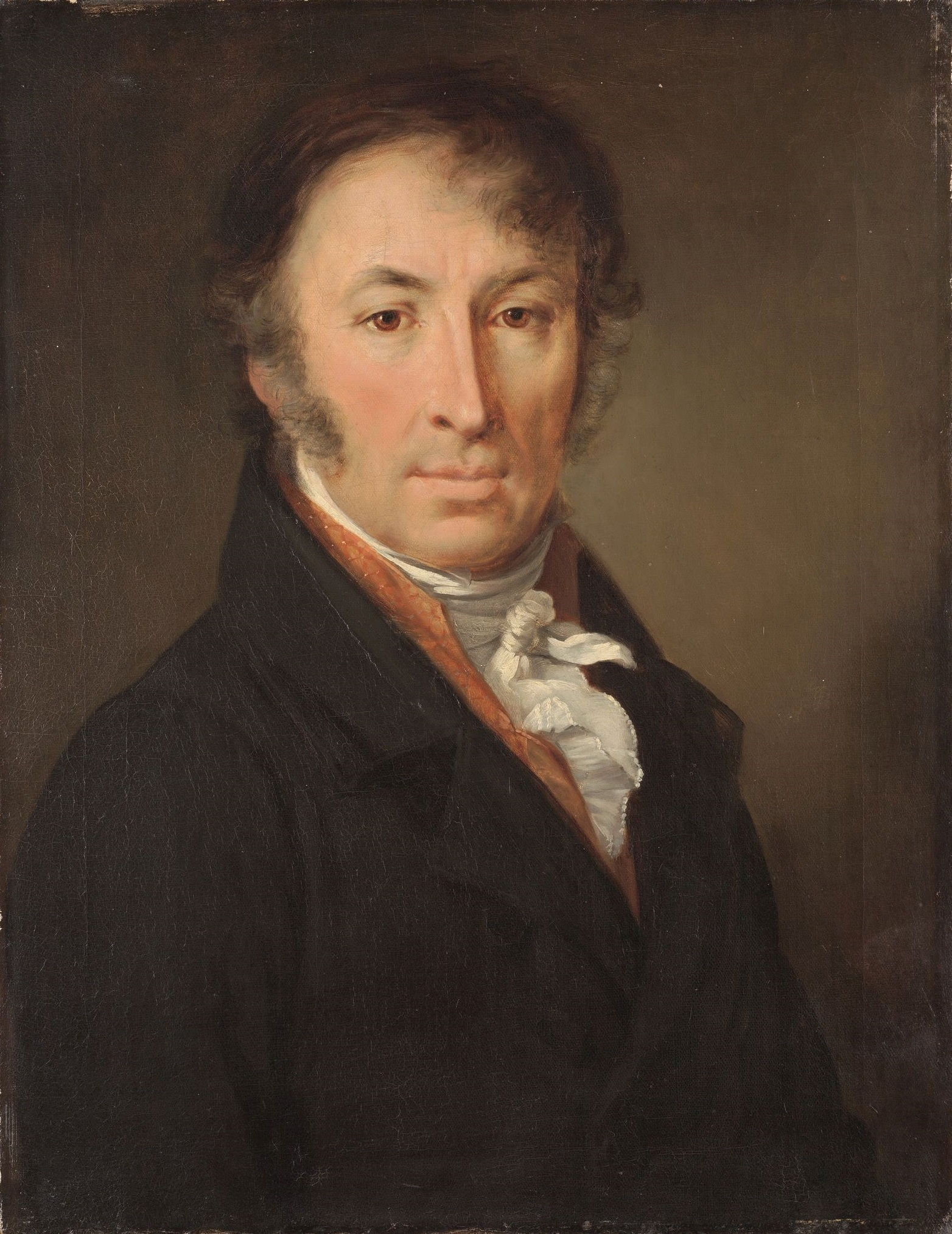
Nikolaï Karamzine
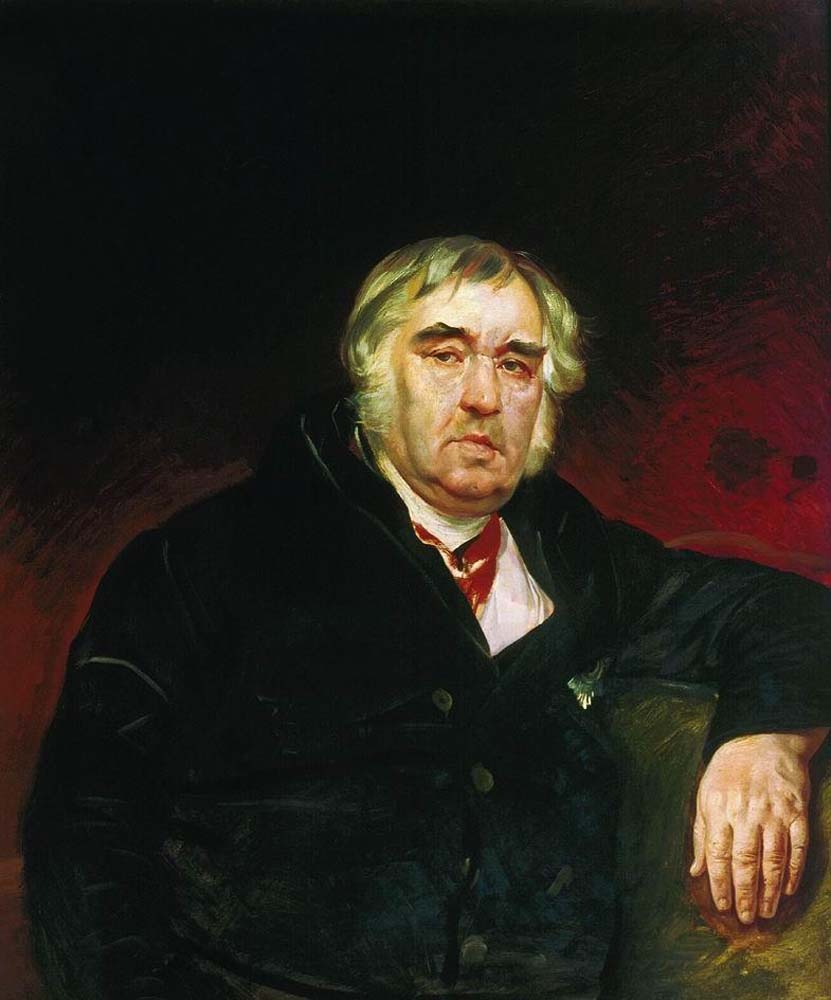
Ivan Krylov

- Écrivains russes du XVIIIe siècle

## LeXIXesiècle
Le romantisme, au début du XIXe siècle voit l'éclosion d'une génération talentueuse avec Vassili Joukovski mais surtout Alexandre Pouchkine, Mikhaïl Lermontov et Fiodor Tiouttchev.
Ce siècle est le siècle d'or de la littérature russe et plus particulièrement du roman avec Fiodor Dostoïevski, Nicolas Gogol, Ivan Gontcharov, Nikolaï Leskov, Mikhaïl Saltykov-Chtchedrine, Léon Tolstoï, Ivan Tourgueniev...
La littérature russe reste beaucoup influencée dès cette époque par la littérature occidentale, comme le démontre Stefan Zweig dans son essai : Trois maîtres, Dostoïevski, Balzac, Dickens ainsi que Michel Cadot dans La Russie entre Orient et Occident.
La noblesse, la bourgeoisie et la classe élevée parlaient le français, comme une langue maternelle.
Parallèlement, les autres domaines littéraires se développent aussi avec le fabuliste Ivan Krylov, les poètes Ievgueni Baratynski, Constantin Batiouchkov, Nikolaï Nekrassov, Alexis Tolstoï, Fiodor Tiouttchev et Afanassi Fet, le collectif satirique Kozma Proutkov. Anton Tchekhov développe à la fois une œuvre théâtrale essentielle, mais aussi tout un registre d'histoires très courtes qui en fait un des auteurs russophone les plus marquants.
- L'âge d'or

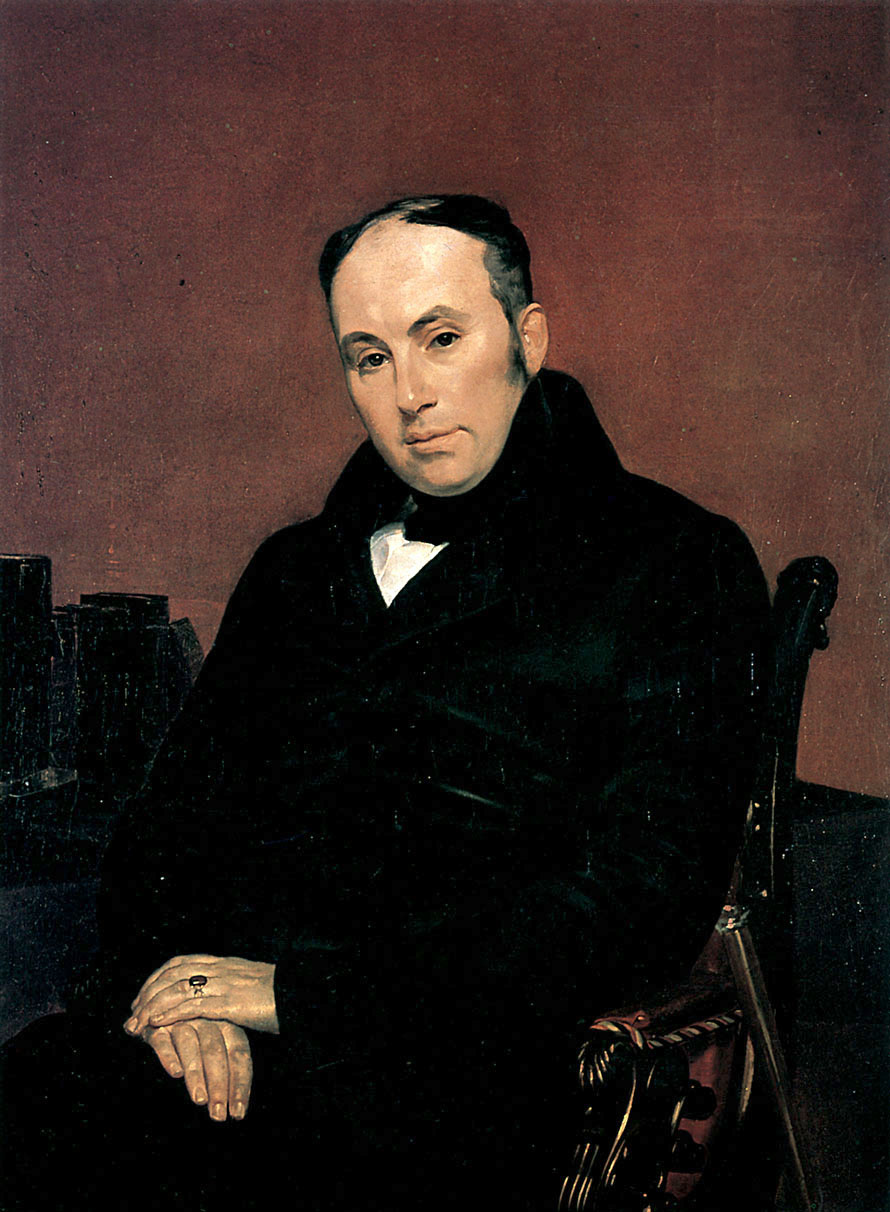
Vassili Joukovski
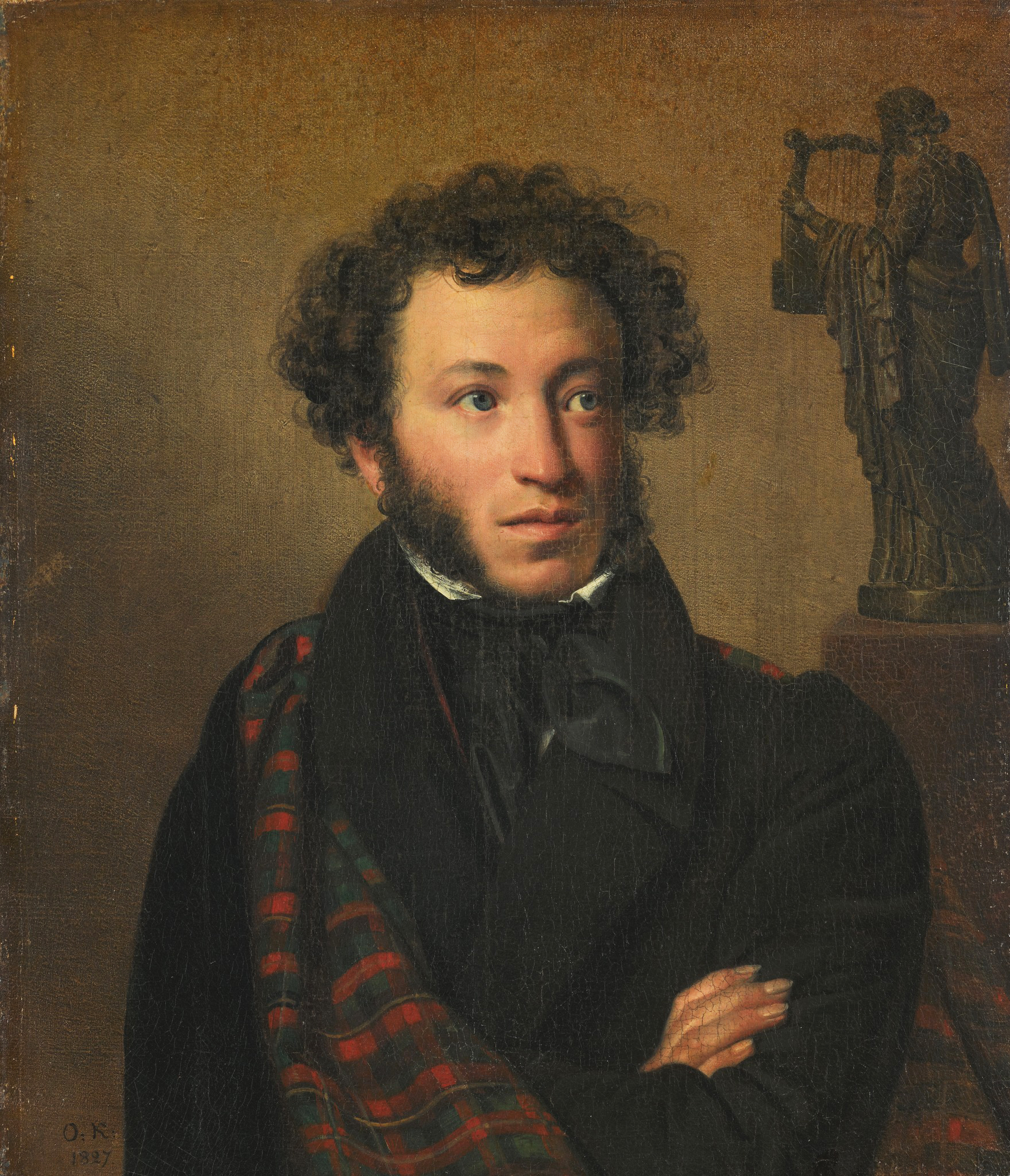
Alexandre Pouchkine
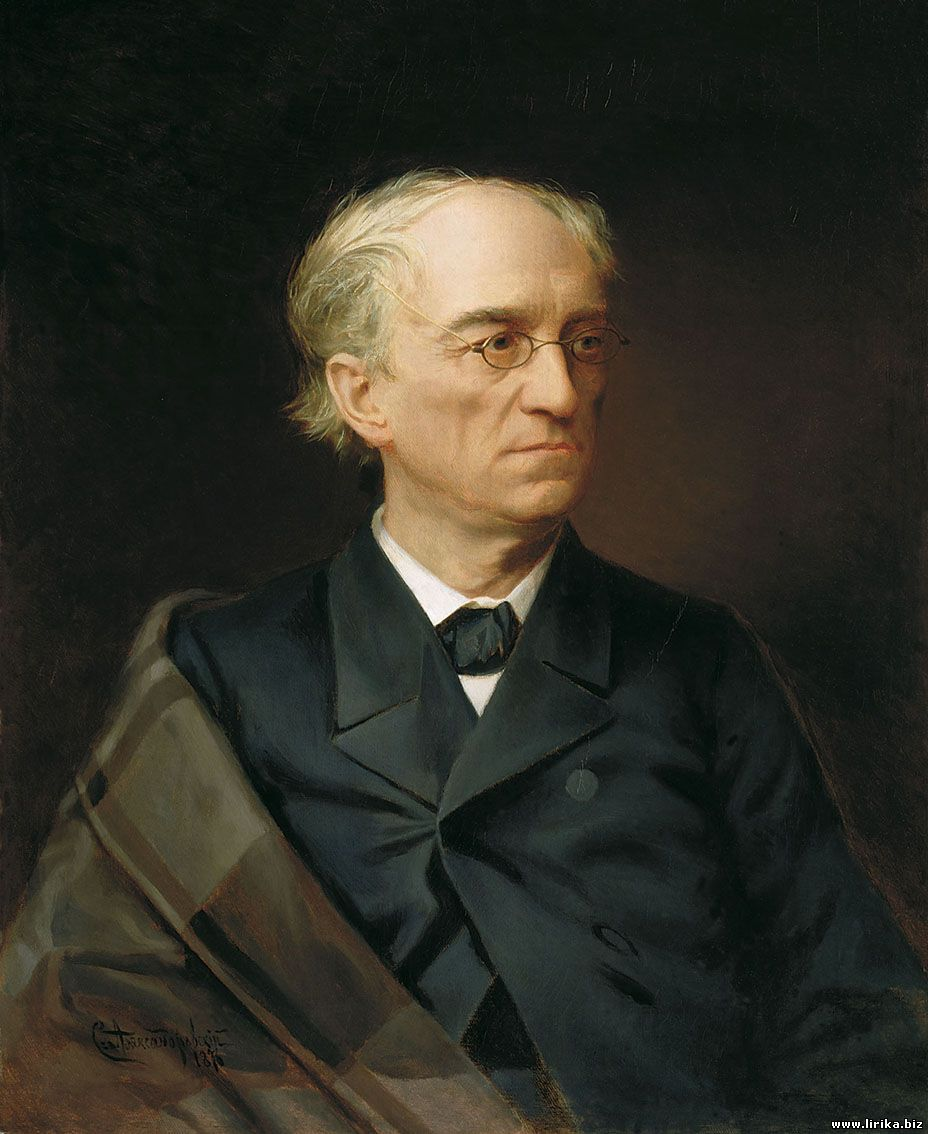
Fiodor Tiouttchev
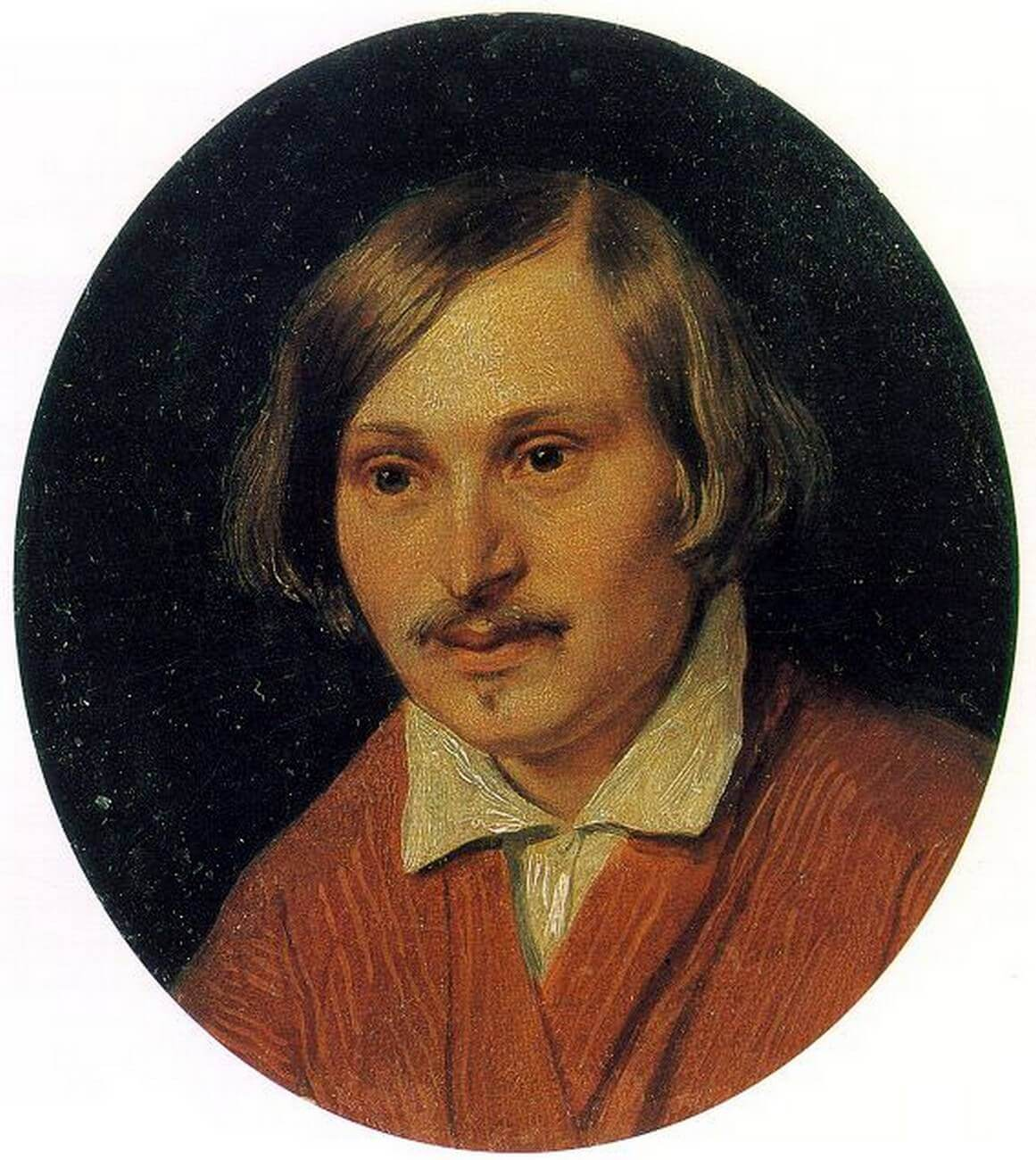
Nicolas Gogol
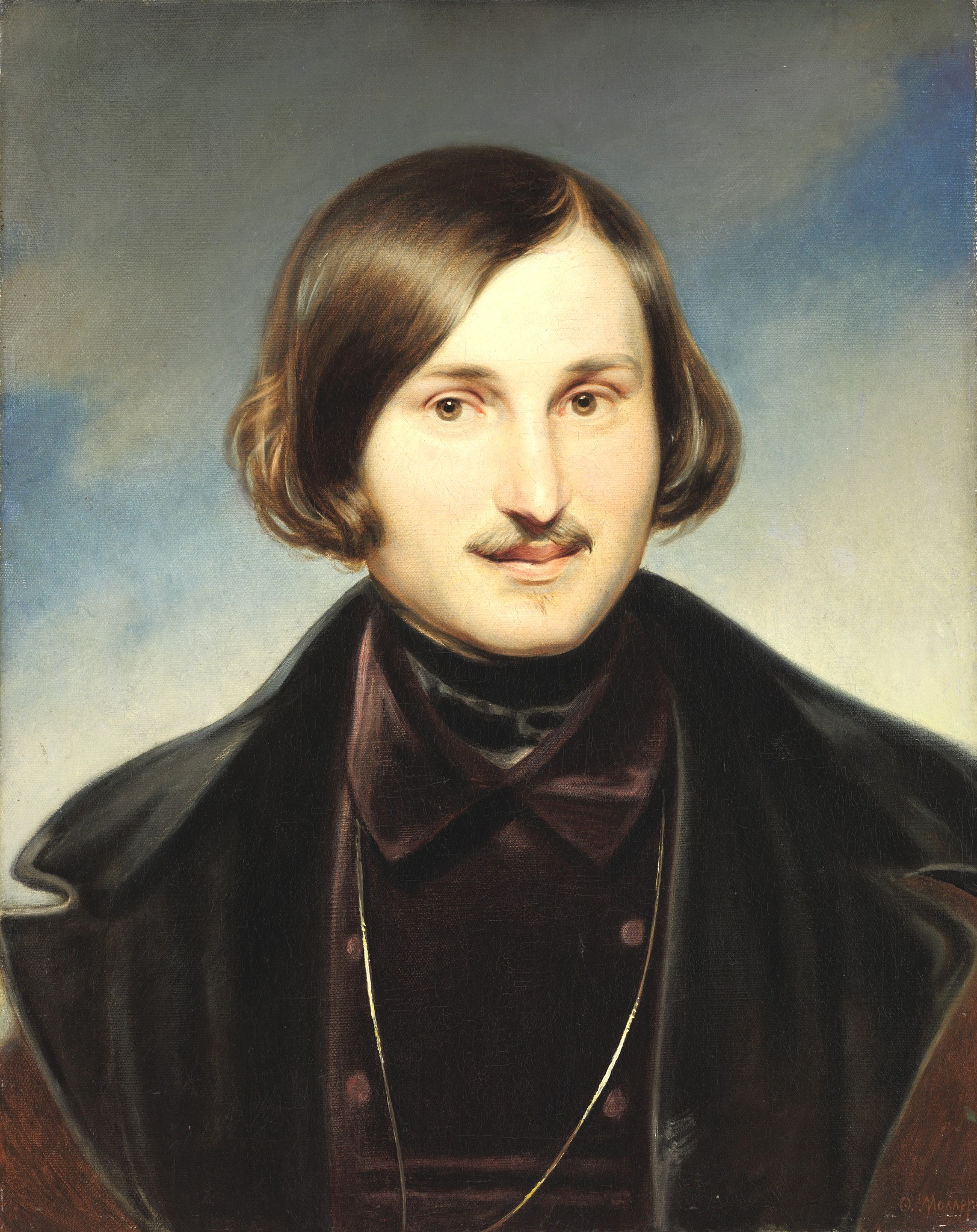
Nicolas Gogol par Otto Friedrich von Möller, 1840
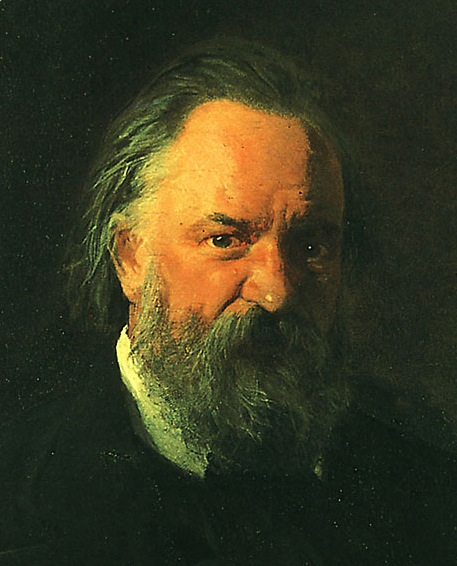
Alexandre Herzen
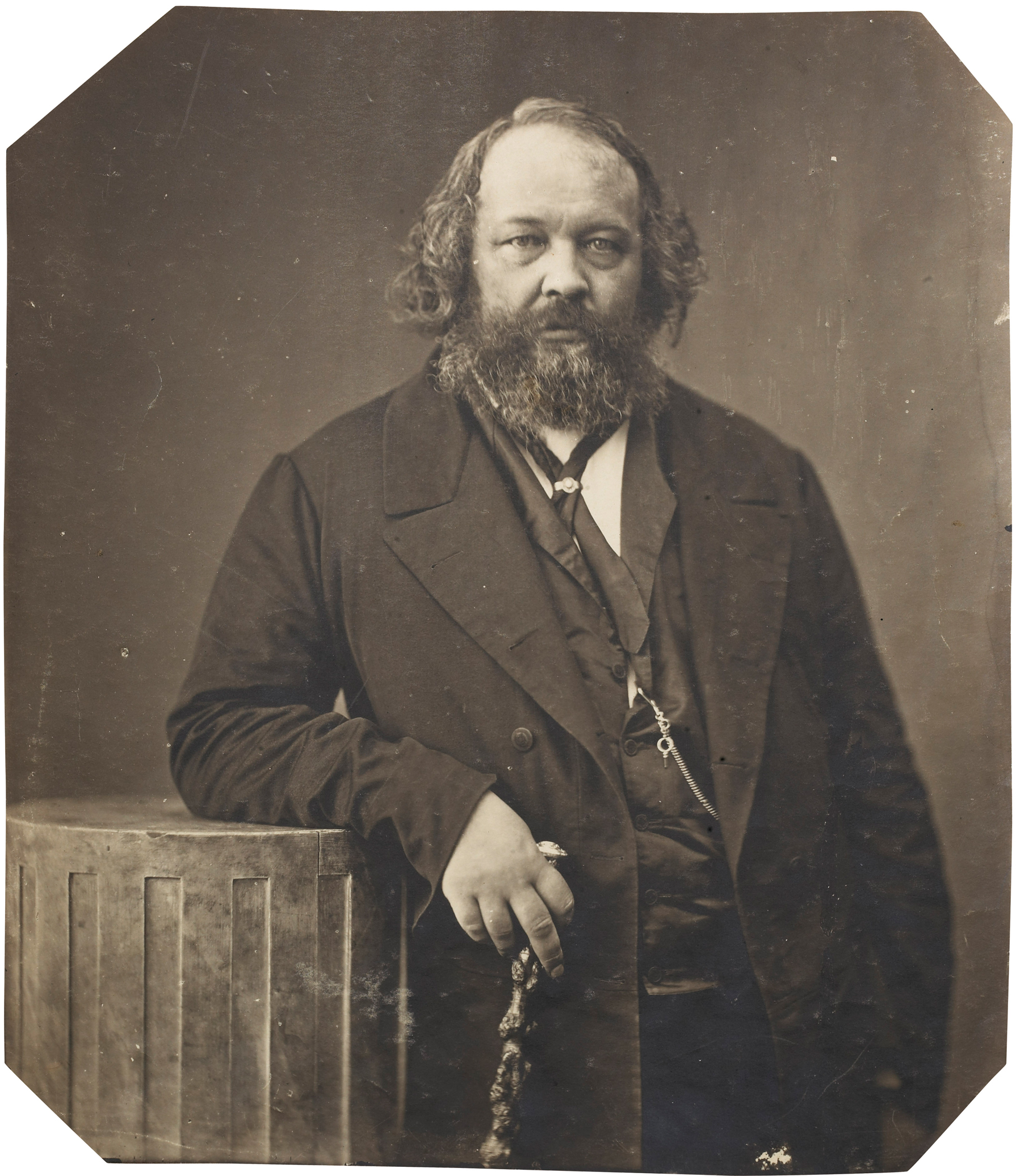
Mikhaïl Bakounine
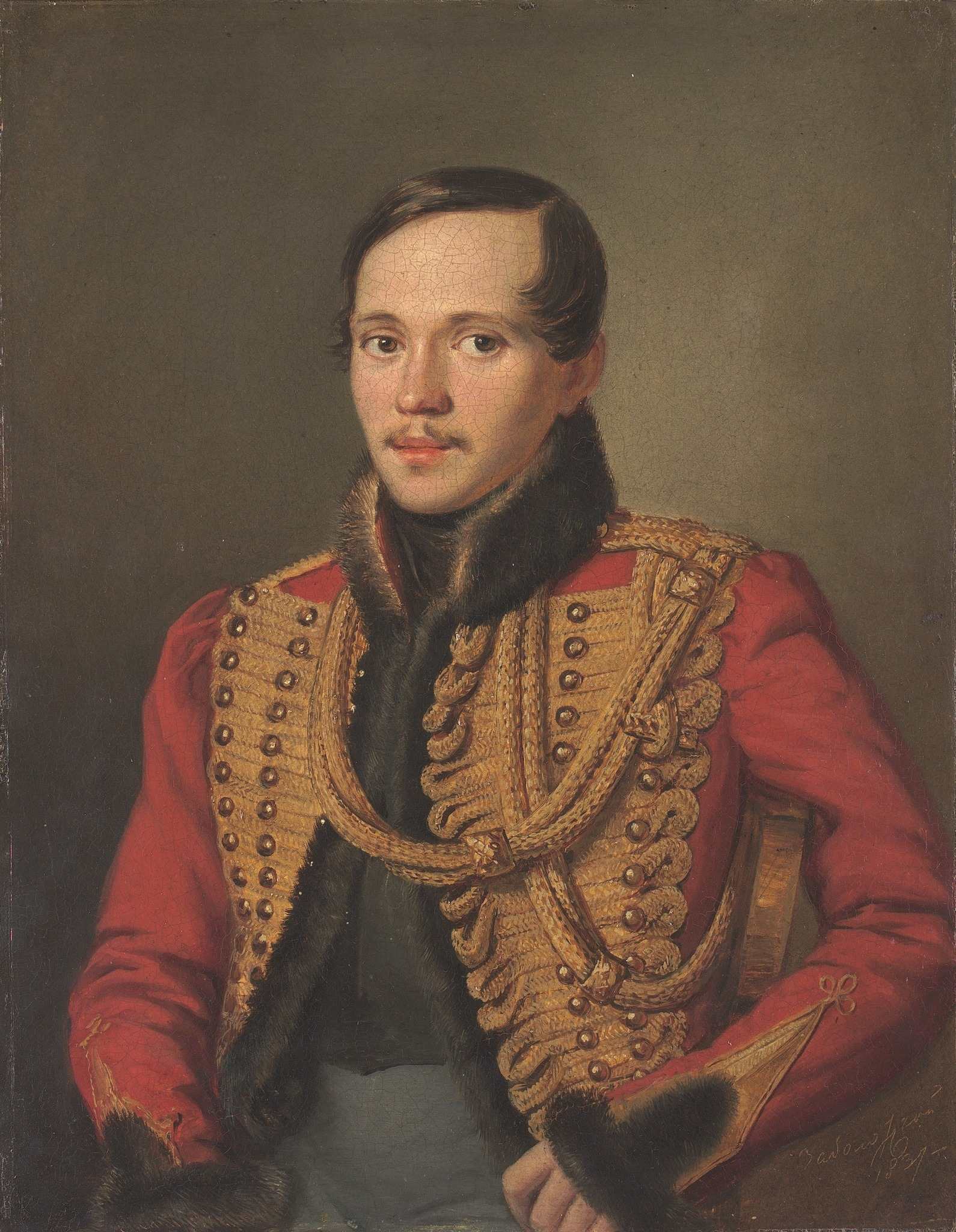
Mikhaïl Lermontov
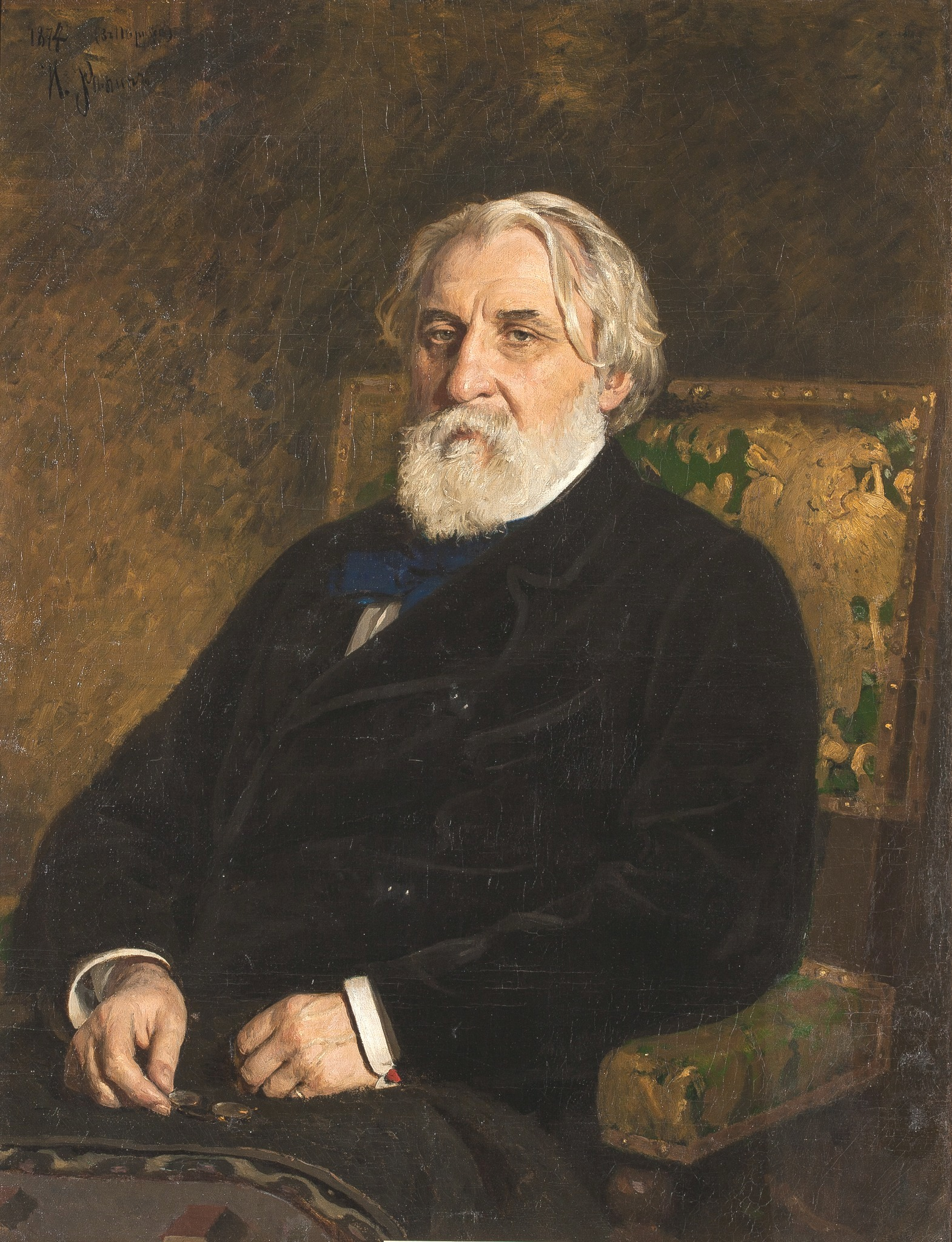
Ivan Tourgueniev
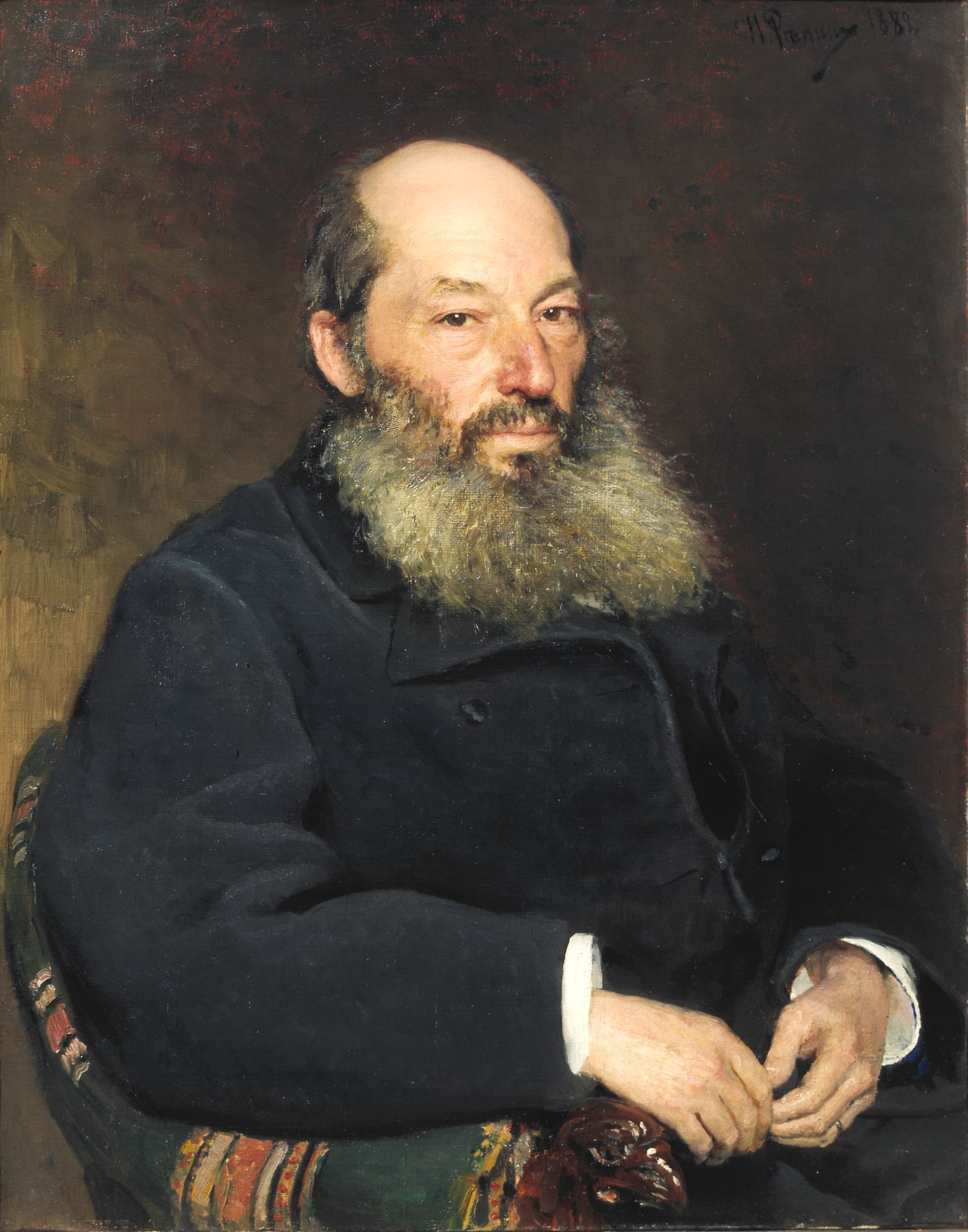
Afanassi Fet
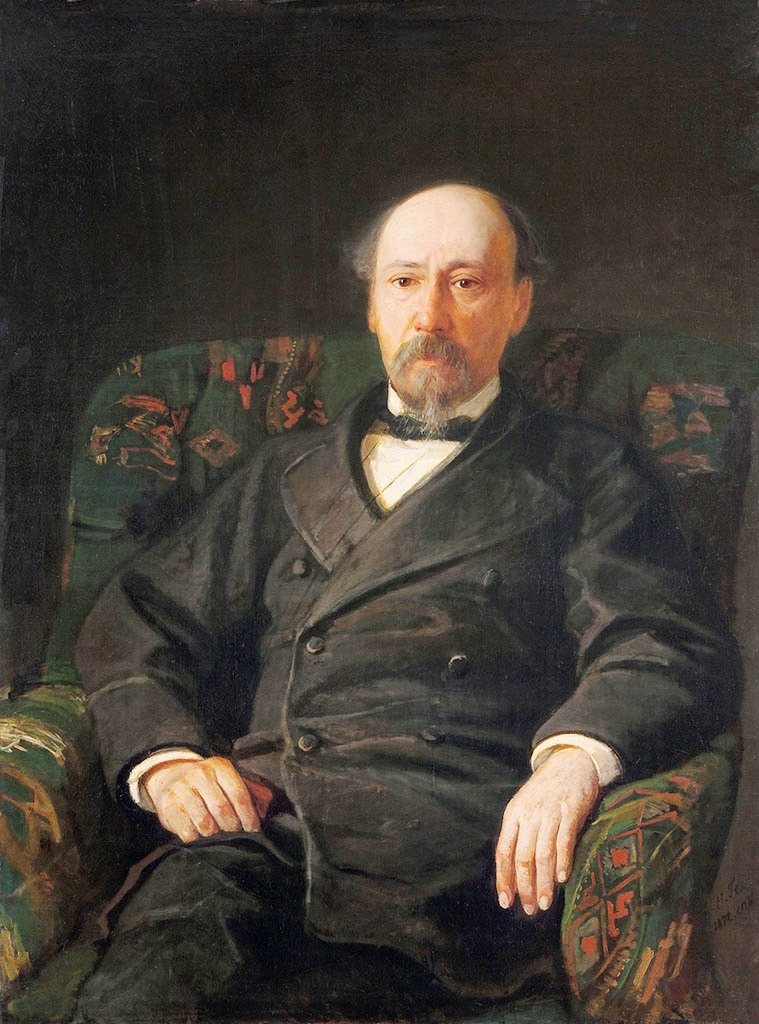
Nikolaï Nekrassov
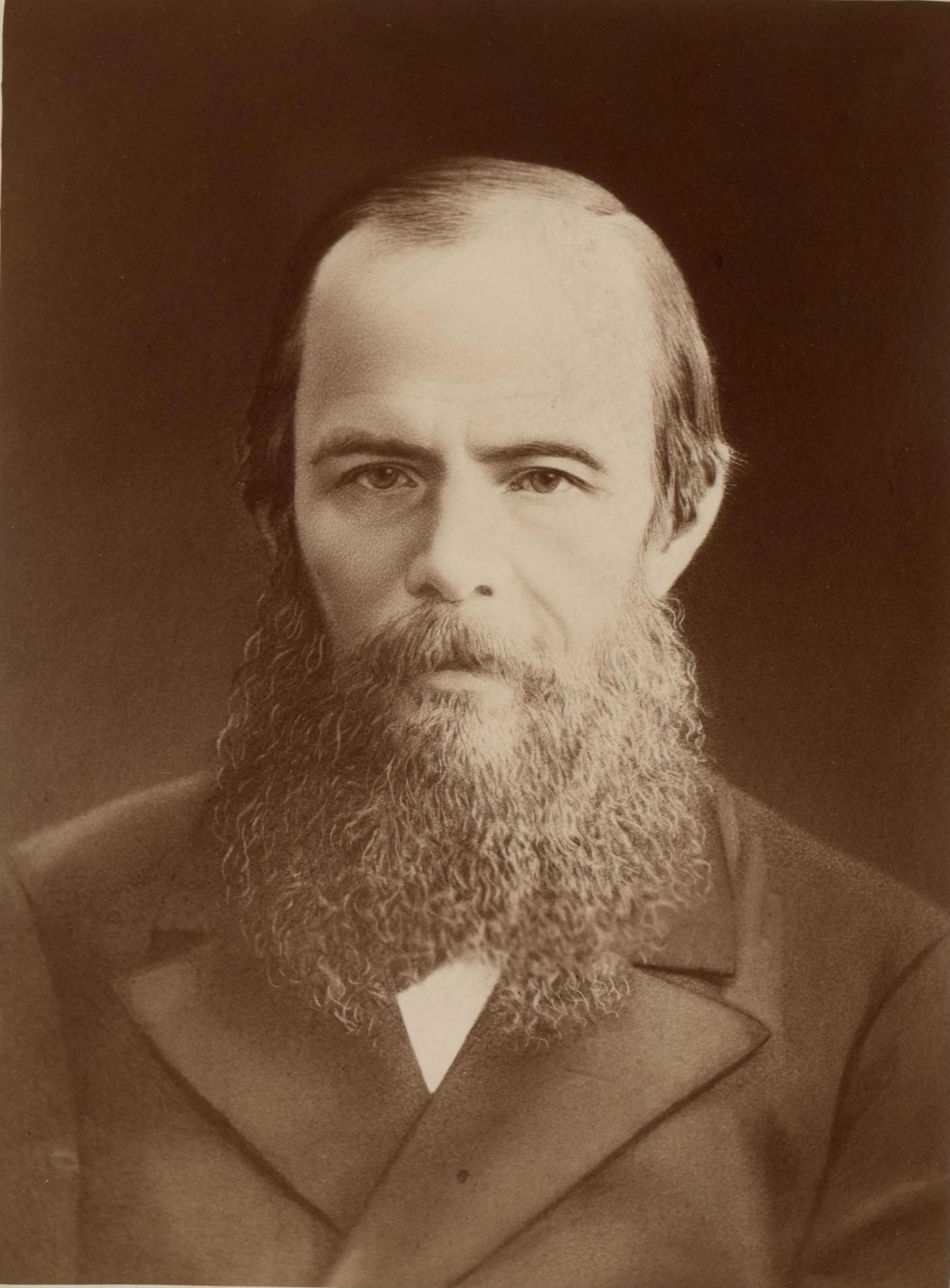
Fiodor Dostoïevski
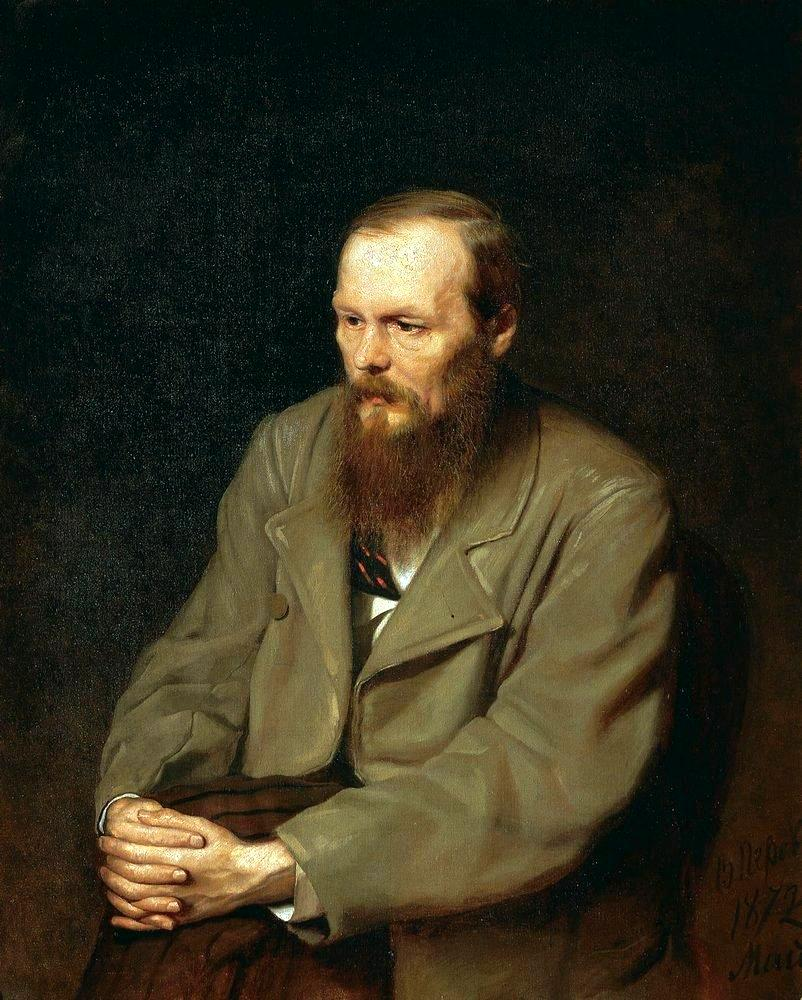
Fiodor Dostoïevski par Vassili Perov, 1872
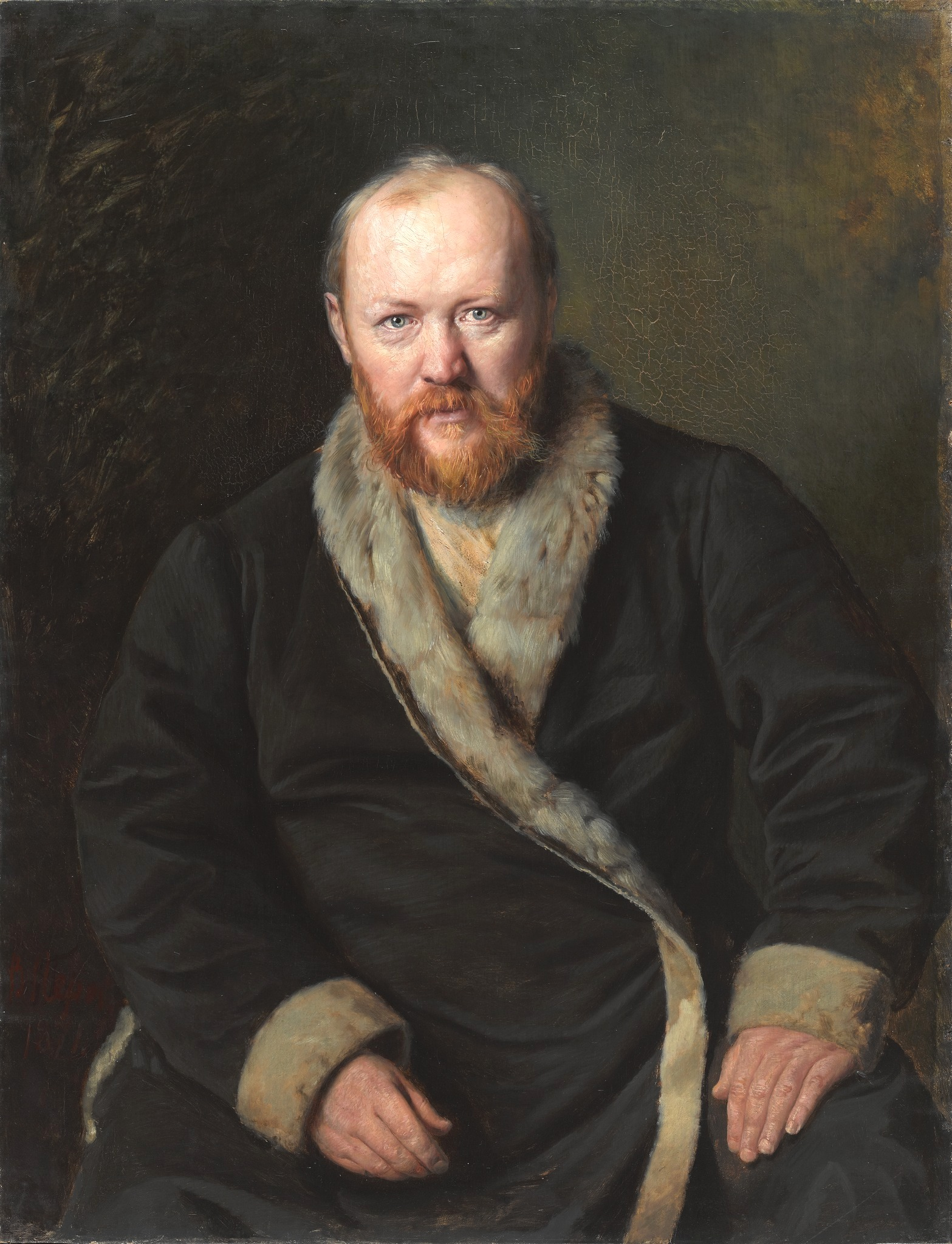
Alexandre Ostrovski
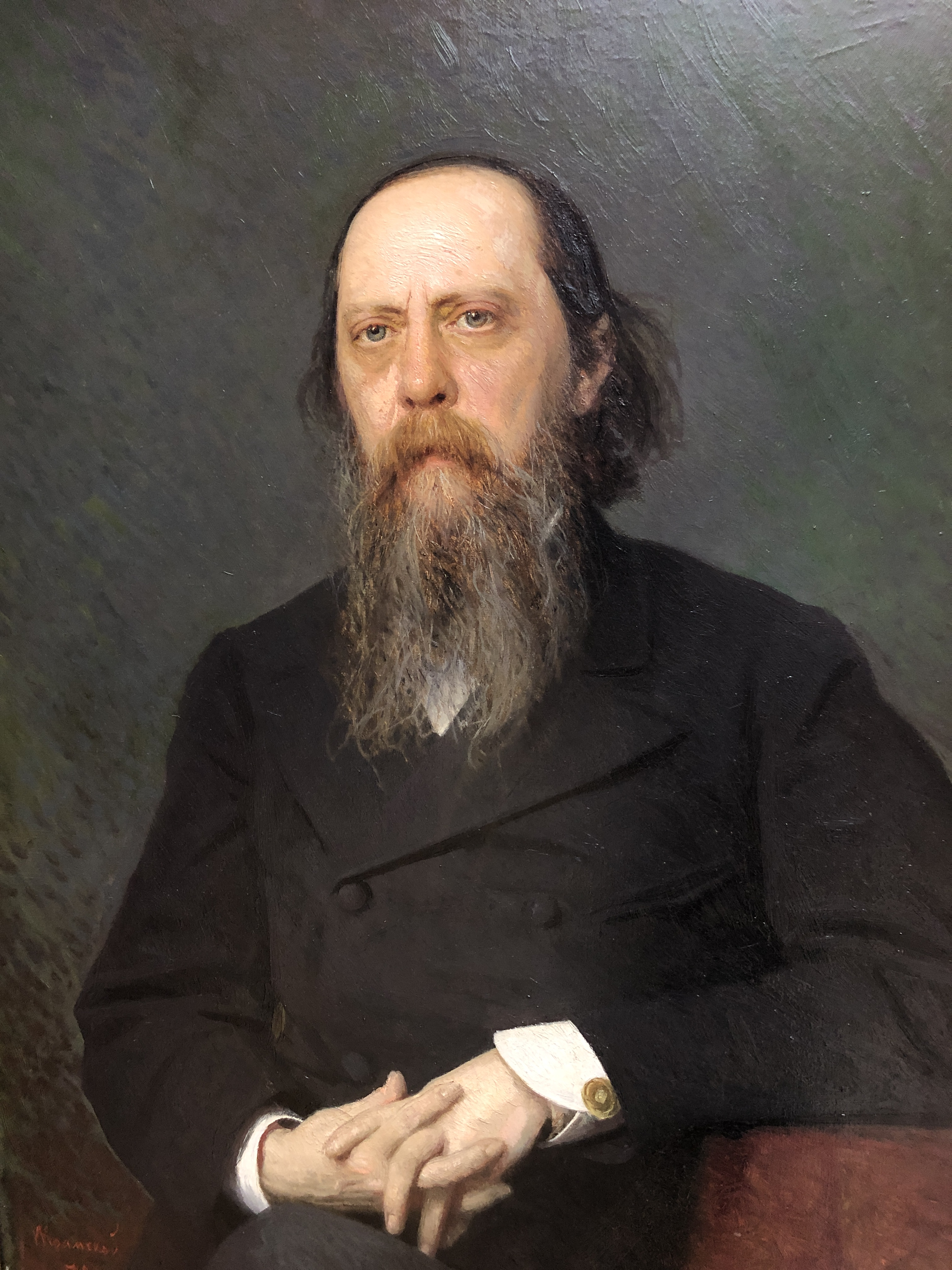
Mikhaïl Saltykov-Chtchedrine
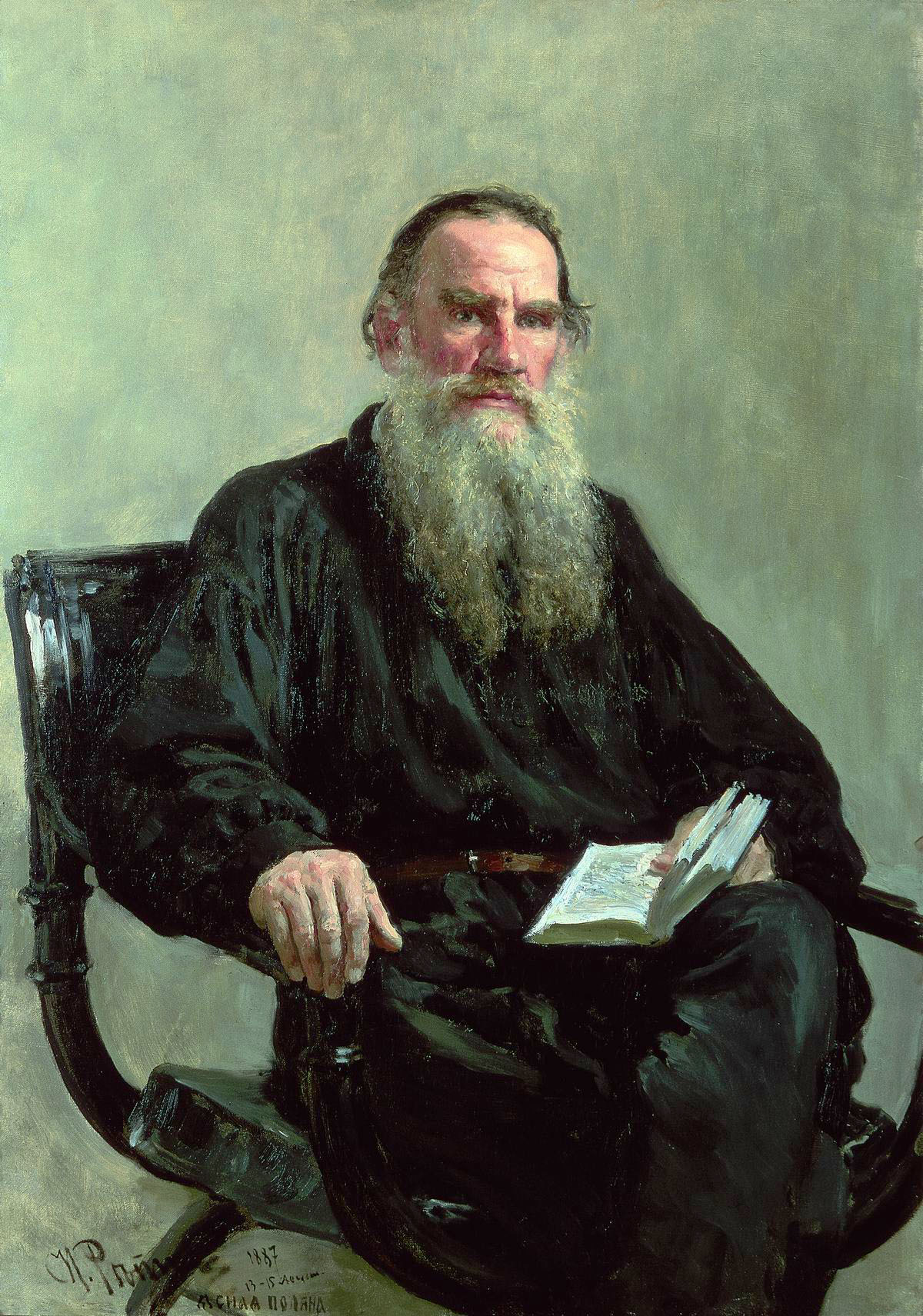
Léon Tolstoï
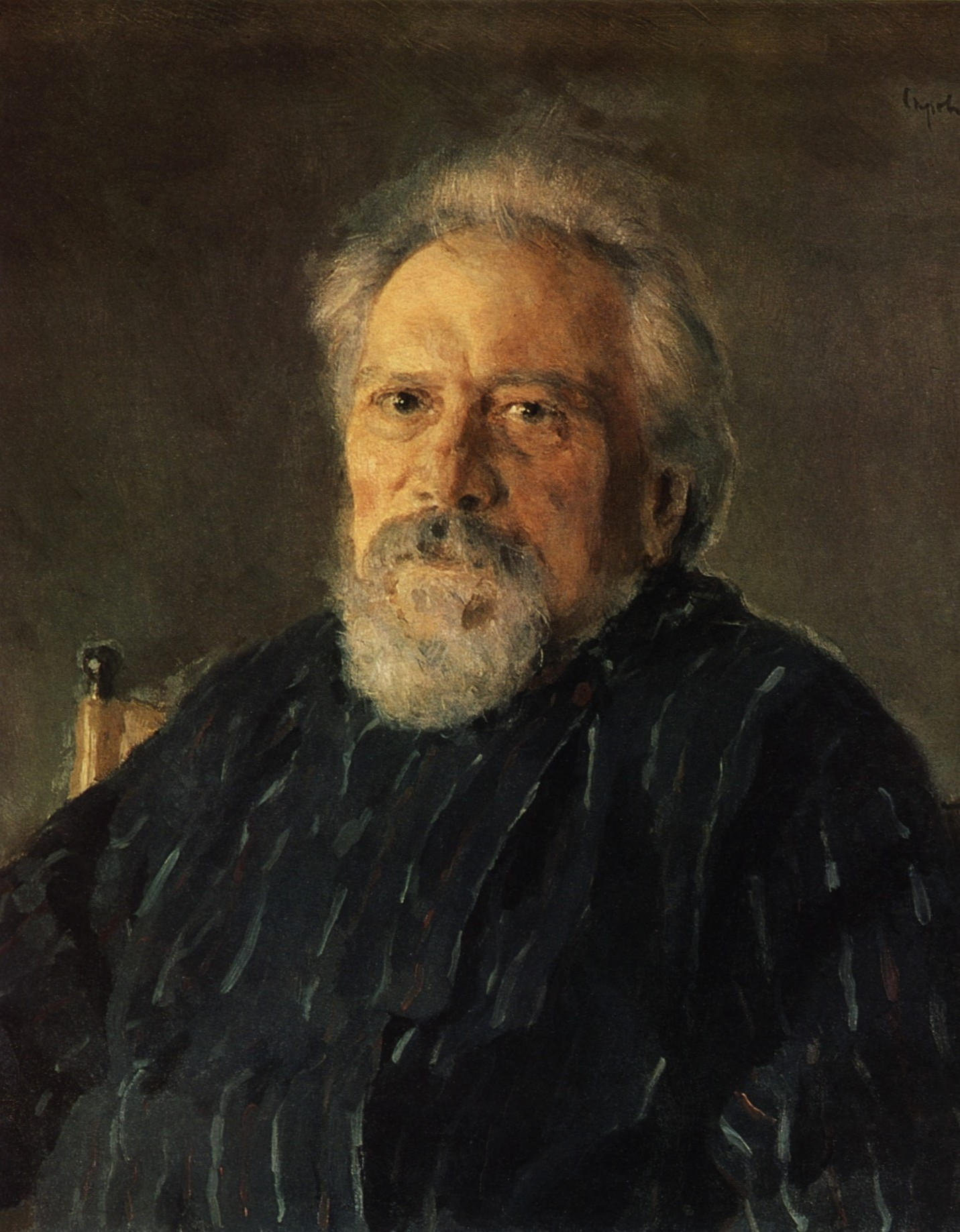
Nikolaï Leskov
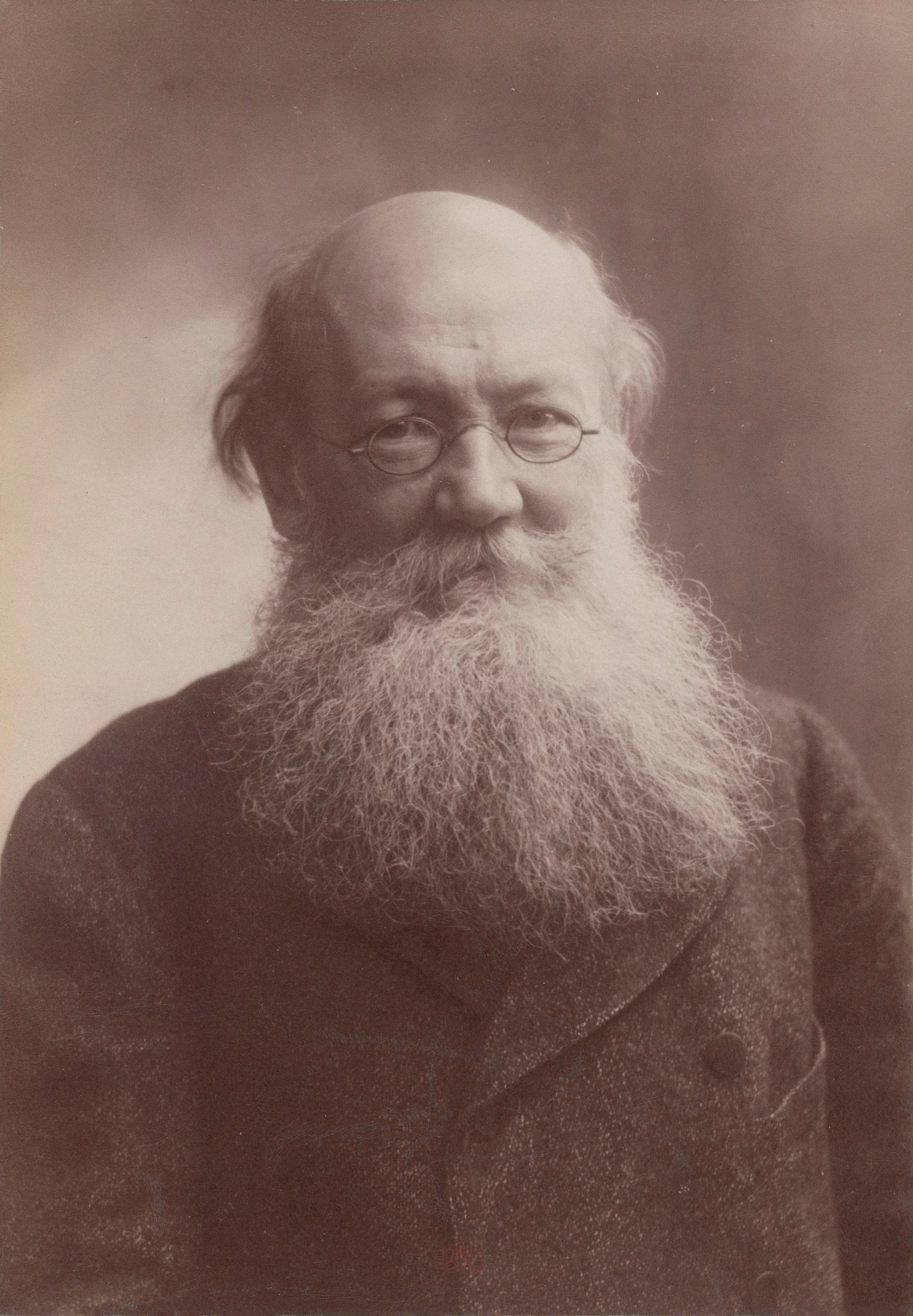
Pierre Kropotkine
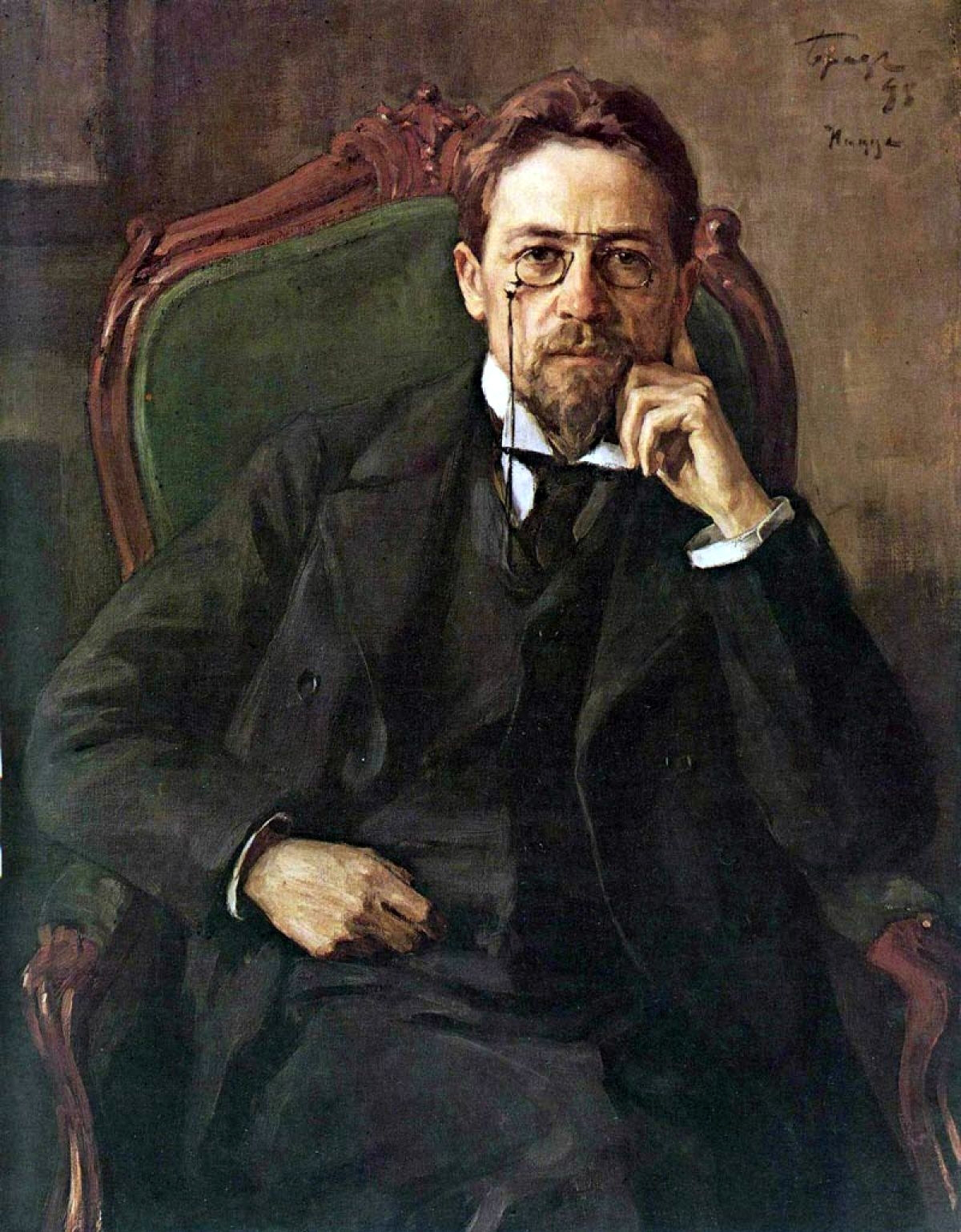
Anton Tchekhov

- Écrivains russes du XIXe siècle

## LeXXesiècle

### Symbolisme et futurisme
Le début du XXe siècle voit une vive activité dans le champ poétique avec l'éclosion de beaucoup de tendances telles le symbolisme puis l'acméisme et le futurisme russe. De nombreux poètes participent à ce nouvel âge d'or : Anna Akhmatova, Innokenti Annenski, Andreï Biély, Alexandre Blok, Valéri Brioussov, Marina Tsvetaïeva, Sergueï Essénine, Nikolaï Goumilev, Daniil Harms, Velimir Khlebnikov, Ossip Mandelstam, Vladimir Maïakovski, Boris Pasternak, Fiodor Sologoub ou Maximilian Volochine.
C'est également une période d'intense activité critique et théorique, avec le développement du formalisme russe.
- L'âge d'argent

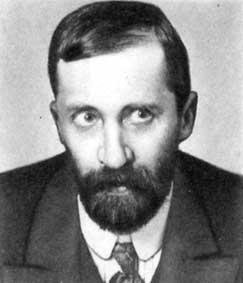
Dimitri Merejkovski
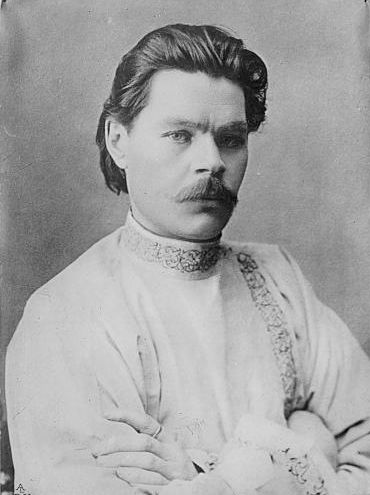
Maxime Gorki
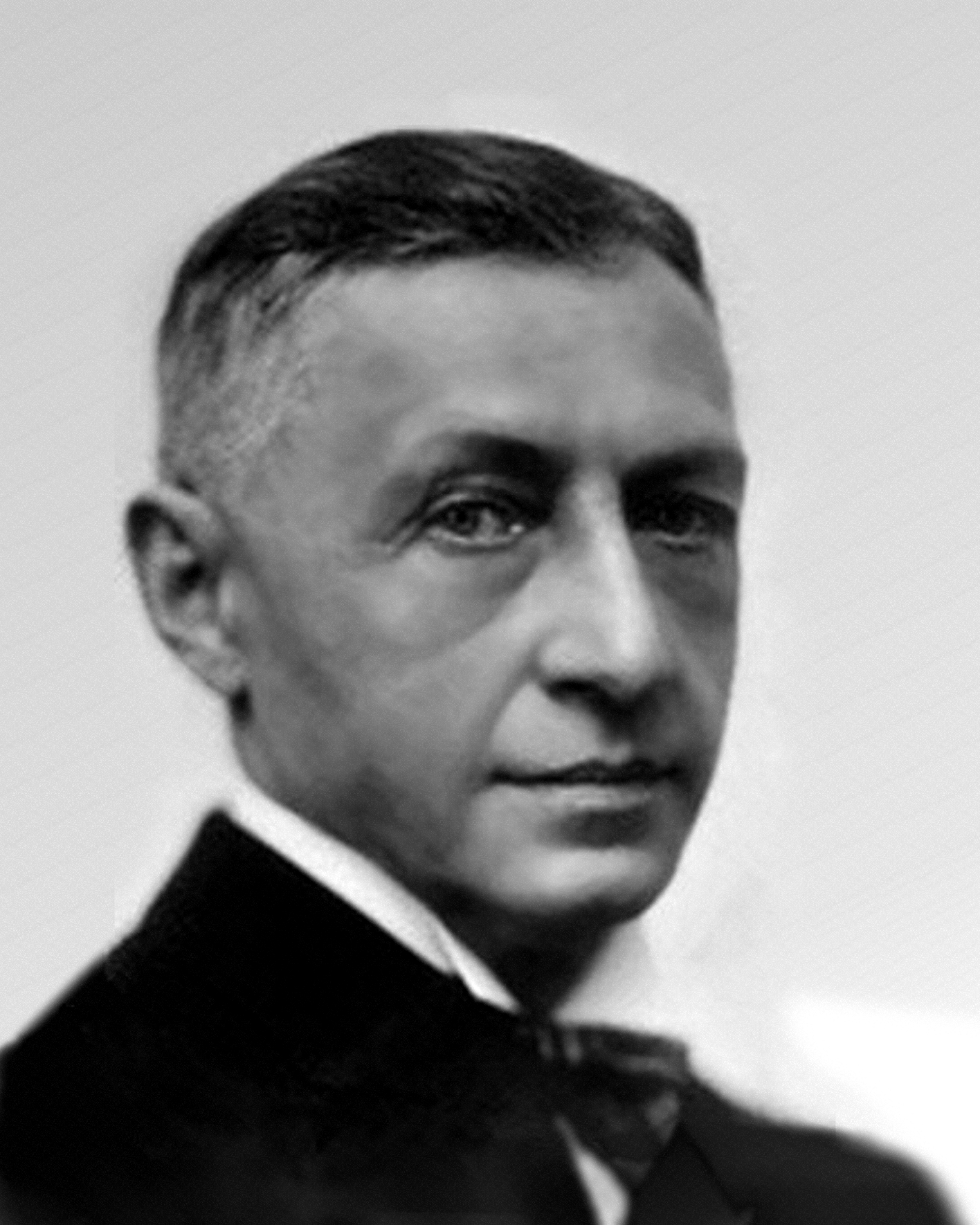
Ivan Bounine
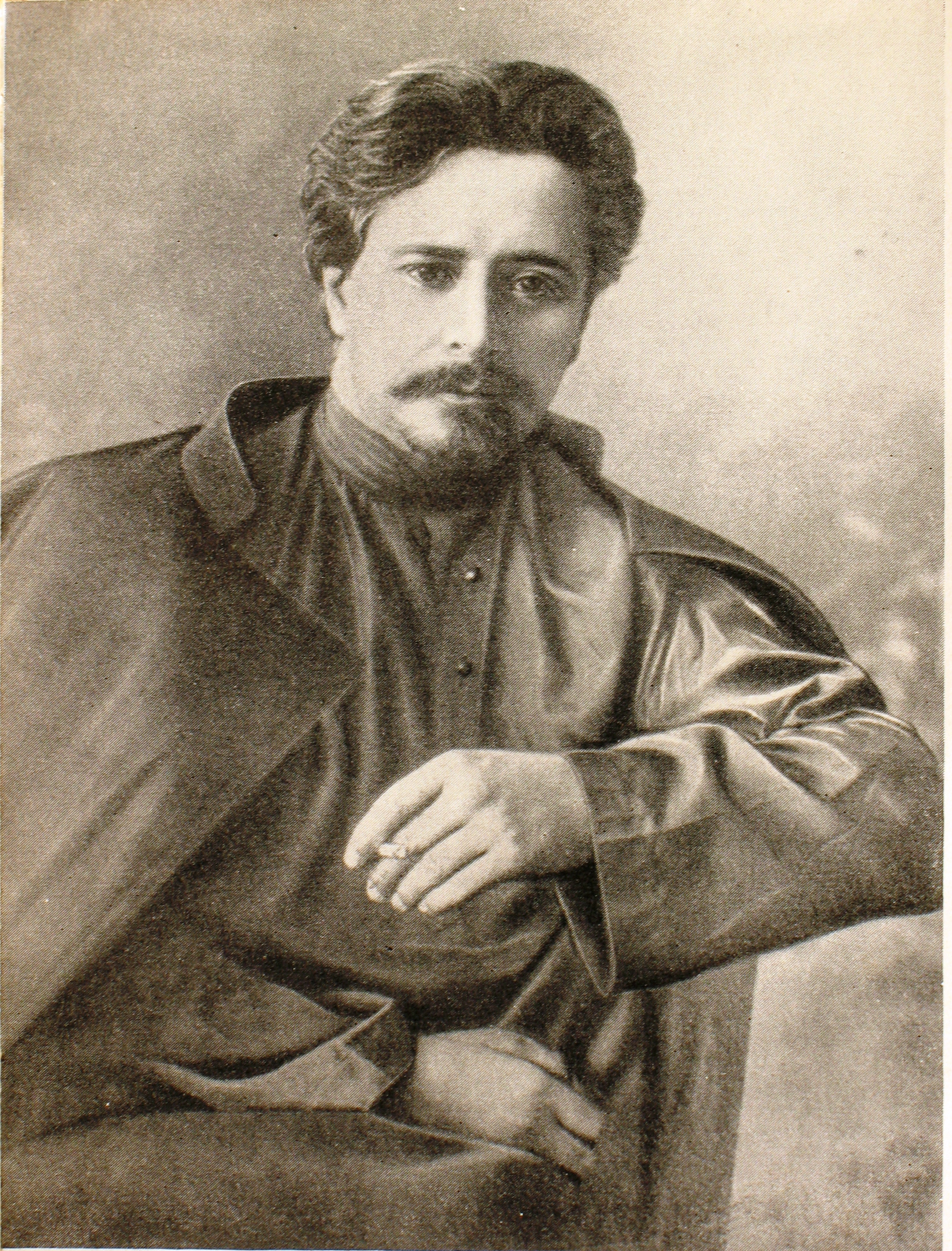
Leonid Andreïev
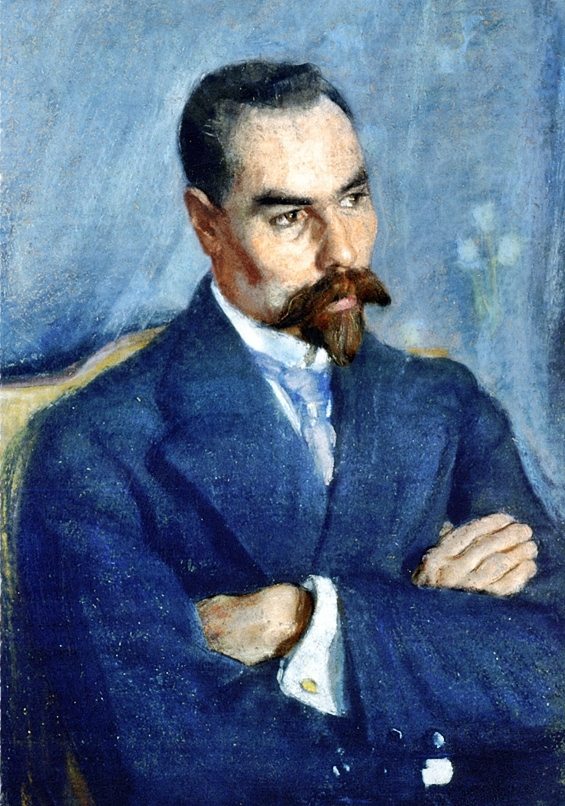
Valéri Brioussov
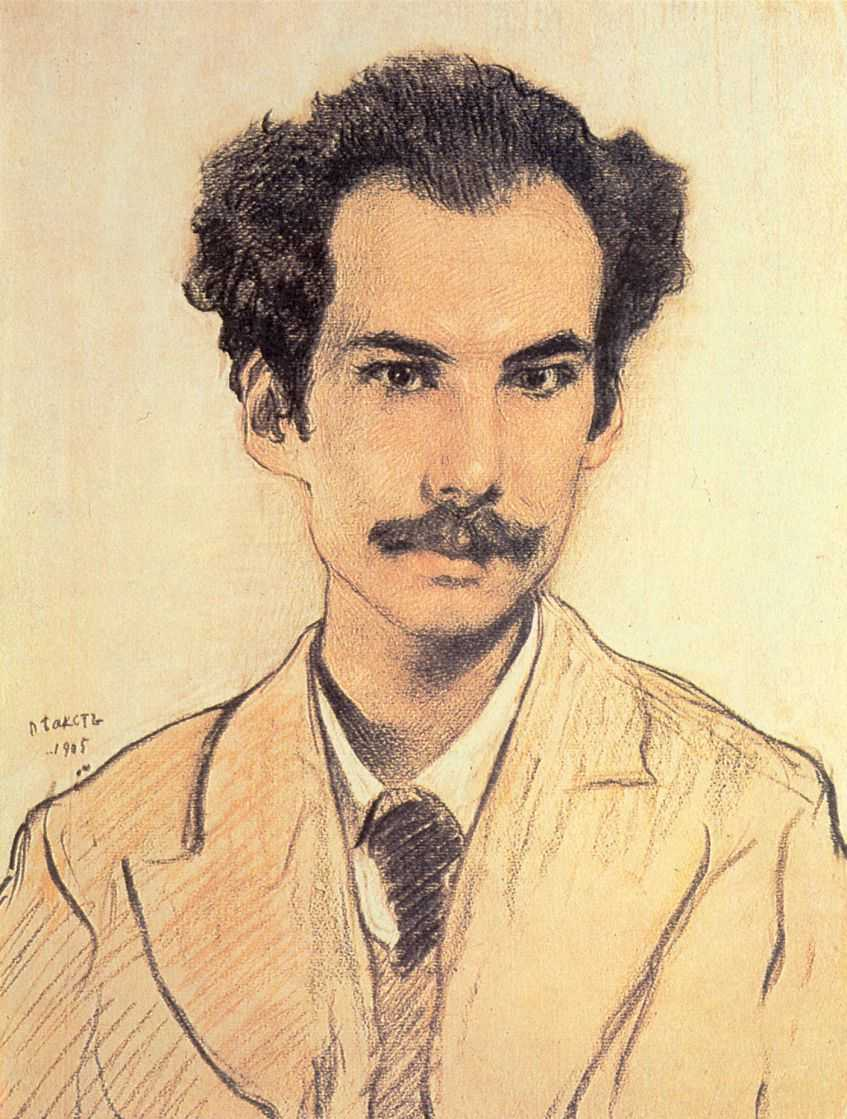
Andreï Biély
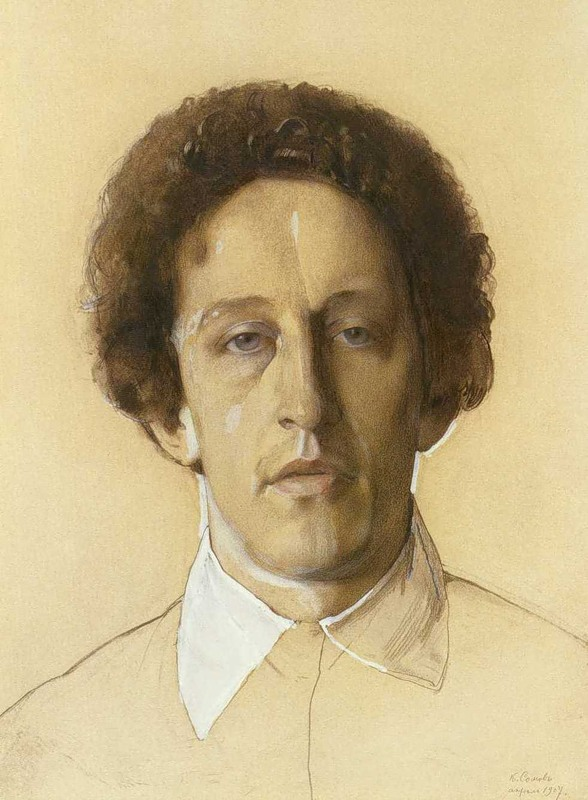
Alexandre Blok
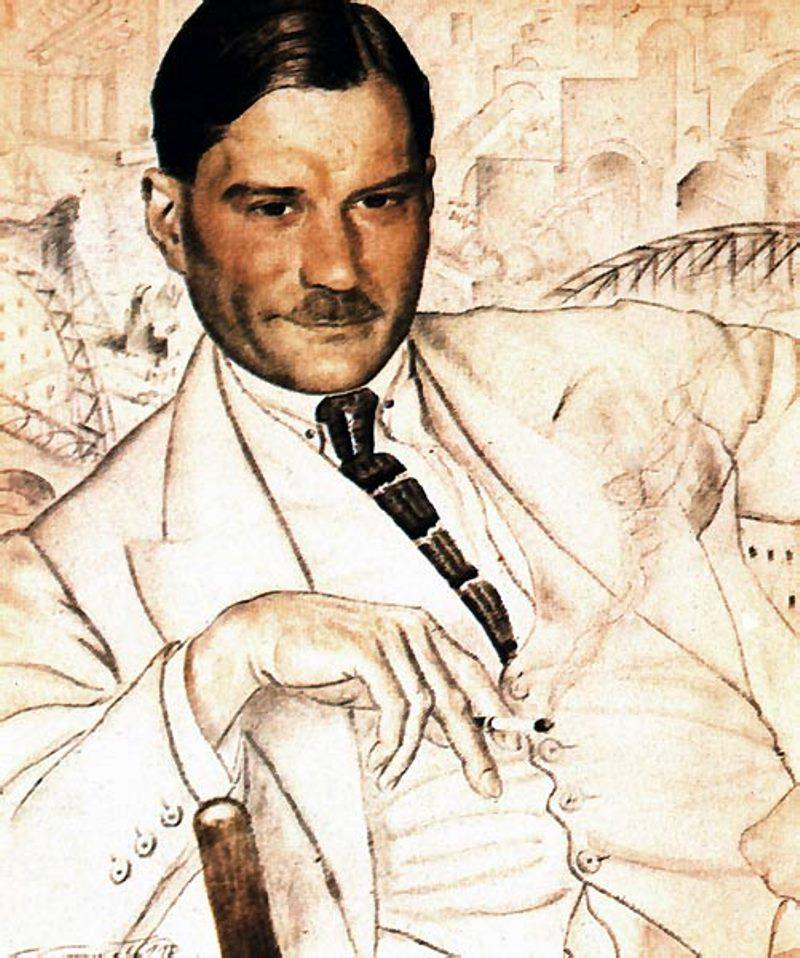
Evgueni Zamiatine
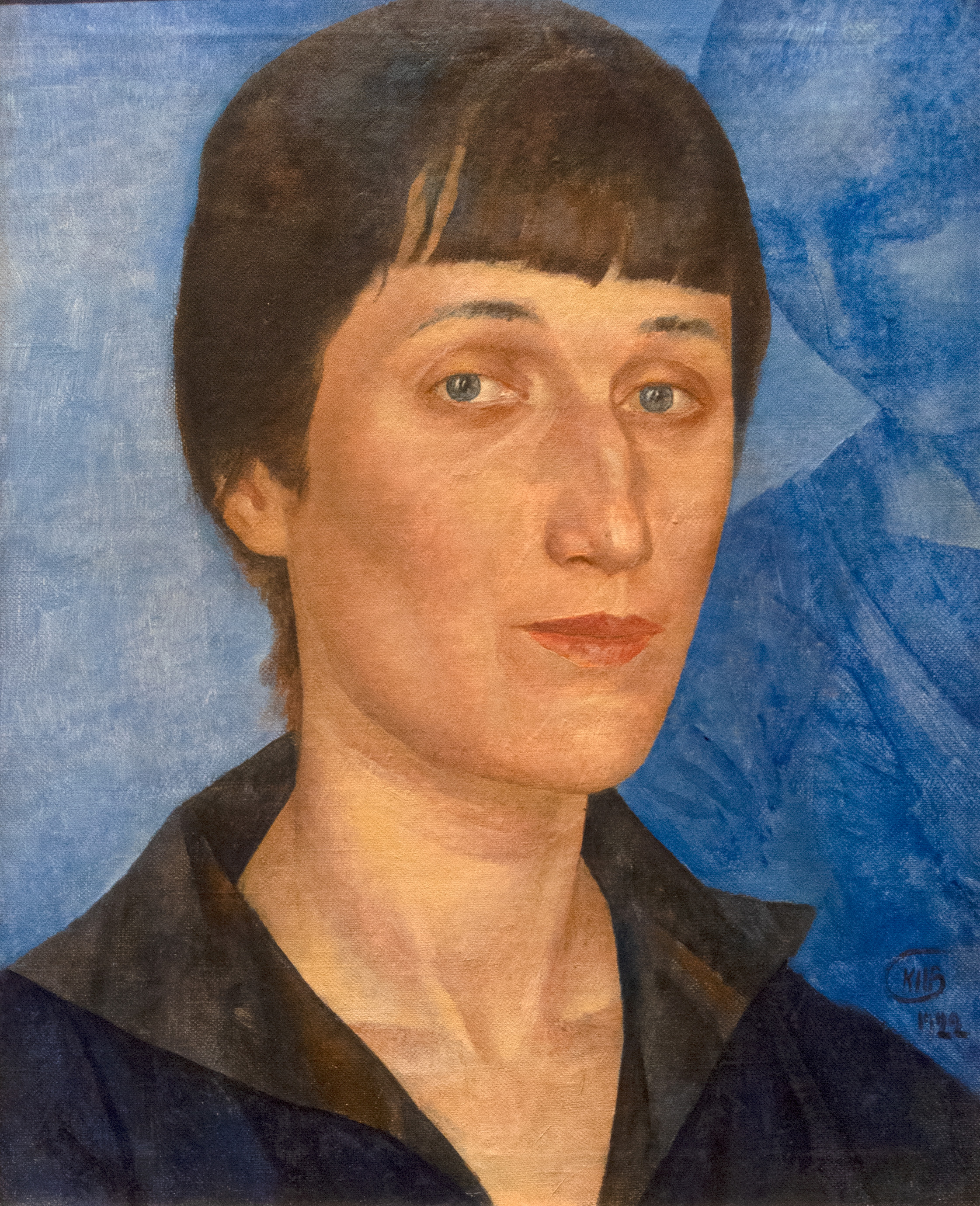
Anna Akhmatova
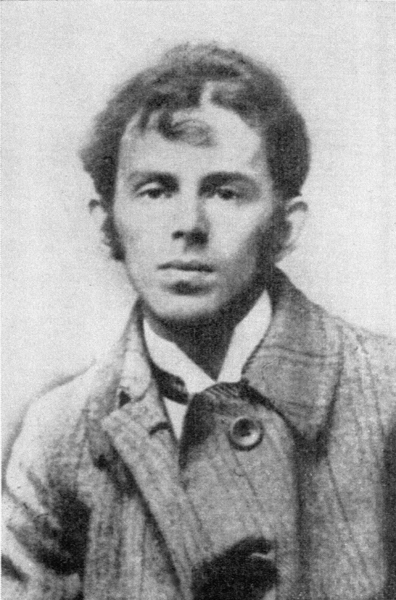
Ossip Mandelstam
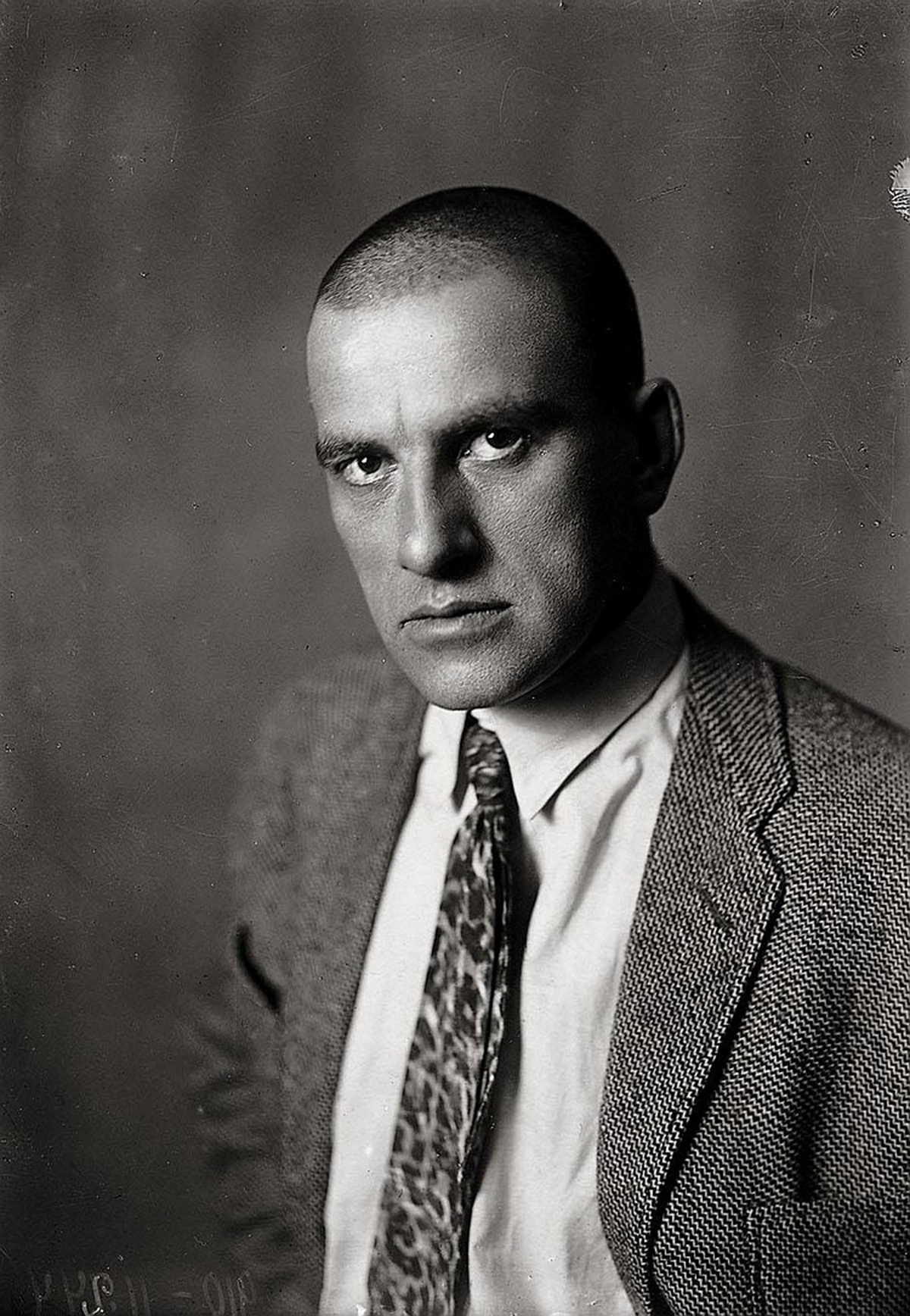
Vladimir Maïakovski
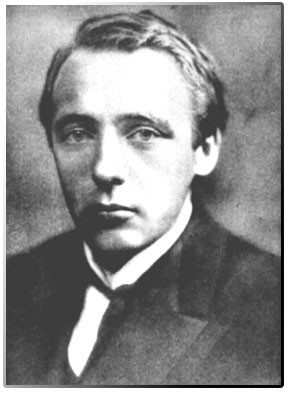
Velimir Khlebnikov
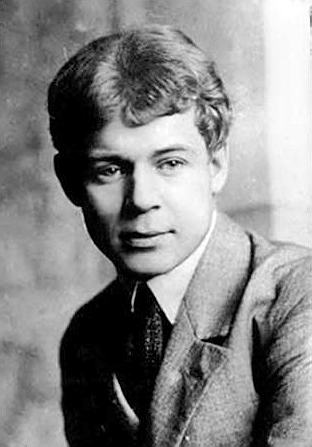
Sergueï Essénine
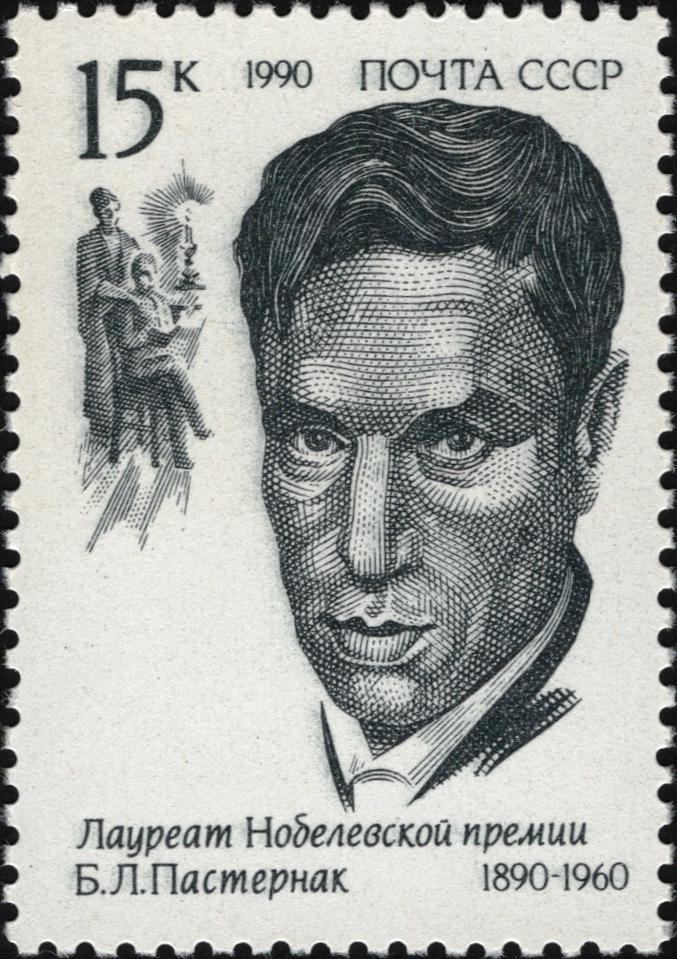
Boris Pasternak

### La période soviétique
Après la révolution d'Octobre, de nombreux écrivains russes s'exilent, notamment à Berlin, puis à Paris, où de nombreuses revues littéraires en russe sont éditées (La Pensée russe). En 1921, Nikolaï Goumilev, mari d'Akhmatova, est exécuté pour activités pro-impériales.

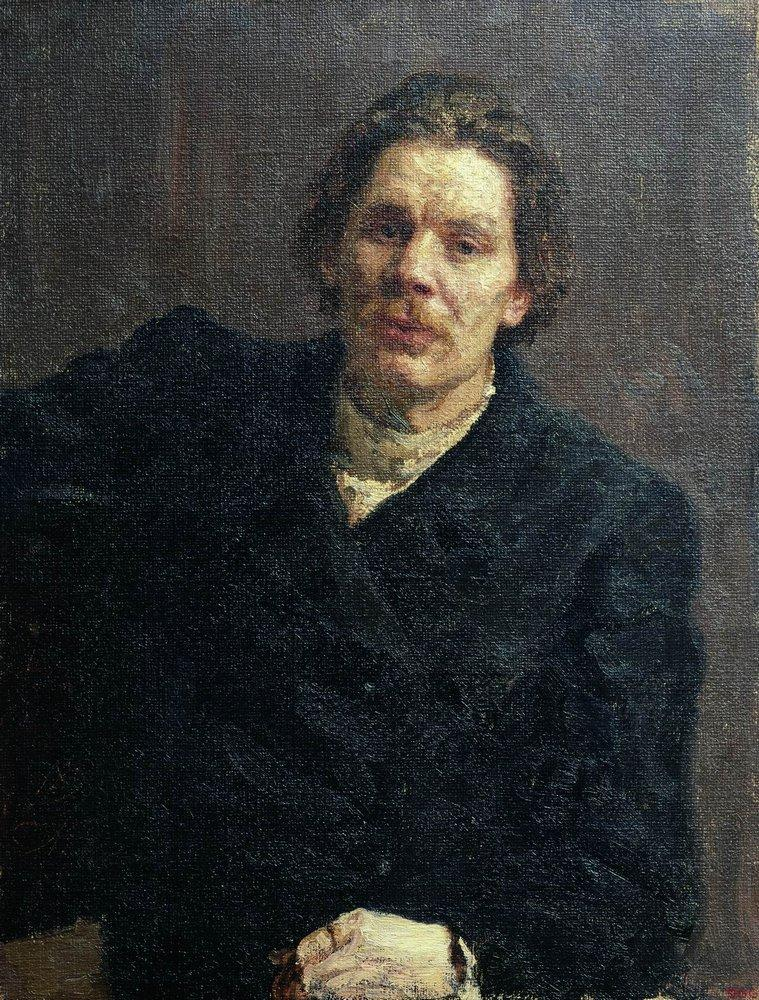
Maxime Gorki par Ilia Répine, 1899.

Mais avec le démarrage de la NEP, une relative liberté est accordée aux écrivains, et certains exilés choisissent de revenir en Russie (Victor Chklovski, Andreï Biély, et plus tard, Maxime Gorki).
La vie littéraire reprend tant bien que mal, malgré les tracasseries du pouvoir et la précarité de l'économie. Des groupes tels que les Frères Sérapion ou le mouvement de l'Oberiou essaient de renouveler l'esthétique du roman ou de la poésie. Une certaine critique de la société trouve même droit de cité, comme dans les romans satiriques de Ilf et Pétrov ou L’Envie de Iouri Olecha (1927). Mikhaïl Cholokhov publie Le Don paisible qui lui vaudra le prix Nobel de littérature en 1965.
L'arrivée au pouvoir suprême de Joseph Staline en 1930 marque la fin de la relative liberté accordée aux écrivains russes par le pouvoir bolchévique. Une esthétique officielle se met en place : le réalisme socialiste. Cette doctrine littéraire est simple, il s'agit d'utiliser le talent des écrivains pour vanter les mérites et les réussites du régime ainsi que pour expliquer la propagande officielle. Le régime s'occupe d'organiser la vie littéraire et l'orientation des thèmes via l'Union des écrivains soviétiques qui relève directement du commissaire politique Andreï Jdanov. Toutefois la Literatournaïa gazeta (Gazette littéraire) garde une relative indépendance d'esprit.
Très rapidement, les écrivains réfractaires sont contraints à l'exil, à la prison, au camp de travail. Les poètes futuristes Vladimir Maïakovski et Marina Tsvetaïeva choisissent le suicide. Cette répression, associée à des conditions matérielles très dures dues à la Seconde Guerre mondiale conduisent à la disparition de la quasi-totalité du milieu littéraire russe. 
Dans le même temps, l'école de critique et de théorie littéraire russe est mise au pas.
Roman Jakobson s'installe aux États-Unis, Victor Chklovski et Mikhaïl Bakhtine sont réduits au silence. 
Certains auteurs, pour contourner la censure, s'abritent derrière le genre du conte pour enfants (Daniil Harms) ou de la bibliographie historique (Iouri Tynianov). 
Mais la plupart des auteurs (Mikhaïl Boulgakov, Boris Pasternak, Andreï Platonov, Ossip Mandelstam, Iouri Olecha, Isaac Babel ou Vassili Grossman) continuent leur travail littéraire de manière parfois clandestine, en espérant être publiés de manière posthume ou à travers le régime des samizdat (publications artisanales clandestines).
Les auteurs en exil comme le prix Nobel Ivan Bounine, Alexandre Kouprine, Boris Zaïtsev, Ivan Chmeliov réussissent à vivre de leur travail, gardent leur liberté créatrice mais ne peuvent atteindre leur public que par samizdat.
Dans l'URSS d'après Staline, le socialisme réel reste le seul style littéraire autorisé mais les auteurs publiant sous samizdat ont plus de libertés. Surtout les auteurs peuvent vivre de leur travail et craignent moins la répression et l'internement. Les premiers récits concernant le goulag commencent à circuler en samizdat, tels ceux du prix Nobel Alexandre Soljenitsyne ou de Varlam Chalamov. Venedikt Erofeïev continue son travail de publication par samizdat.
Dans la période de déclin de l'Union soviétique, les Russes émigrés reçoivent en Occident une reconnaissance assez forte tels le prix Nobel Joseph Brodsky ou le nouvelliste Sergueï Dovlatov. Leur œuvre n'est alors connue en URSS que par samizdat.
Il faut attendre la politique de perestroïka entamée à la fin du des années 1980 pour que des écrivains dissidents soient officiellement publiés en Russie.
L'écrivain Vladimir Nabokov représente un cas à part : Russe de Saint-Pétersbourg, il devient Américain par la suite. Il commence sa carrière en exil à Berlin et écrit en russe, puis en anglais.

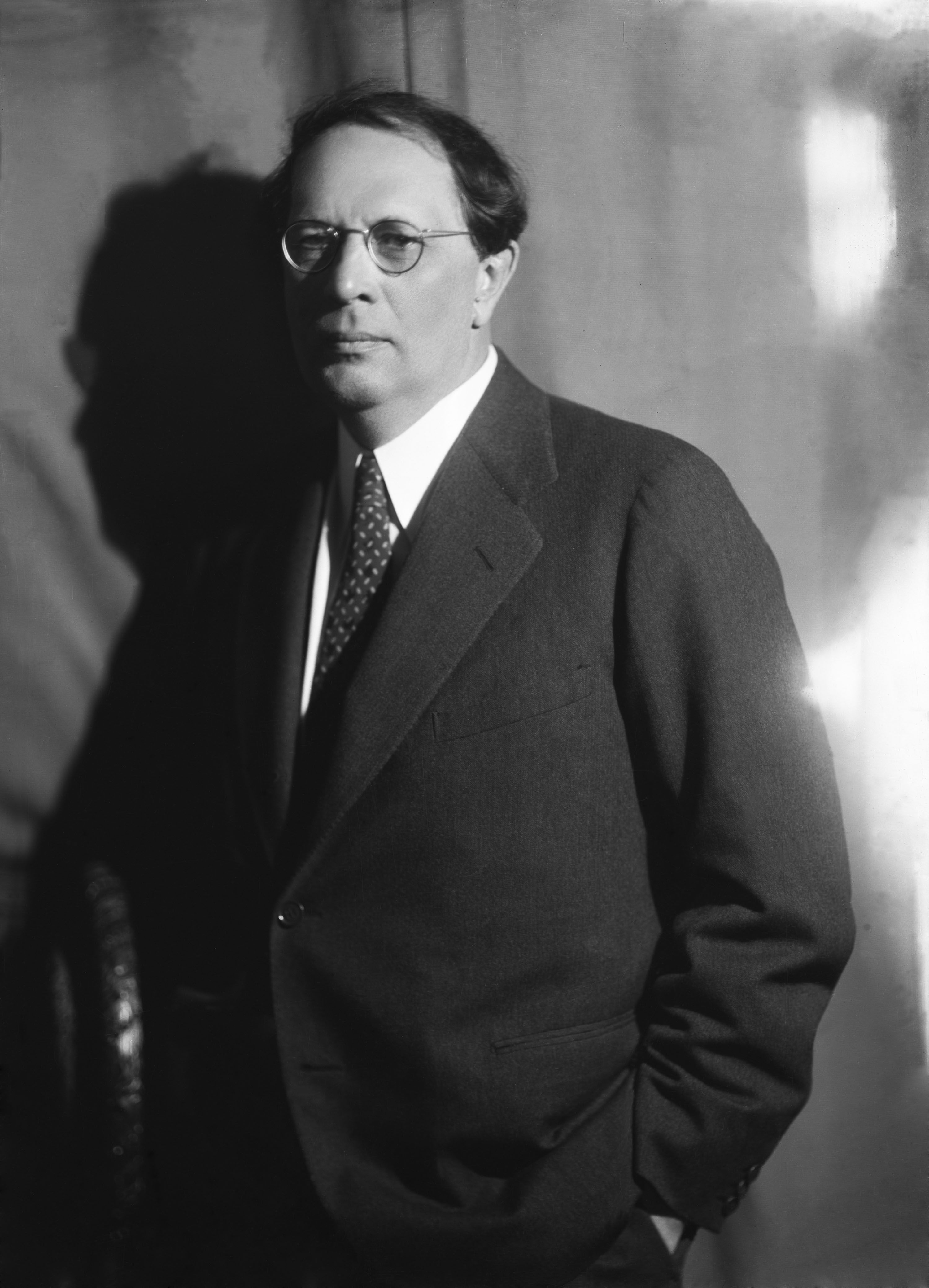
Alexis Tolstoï
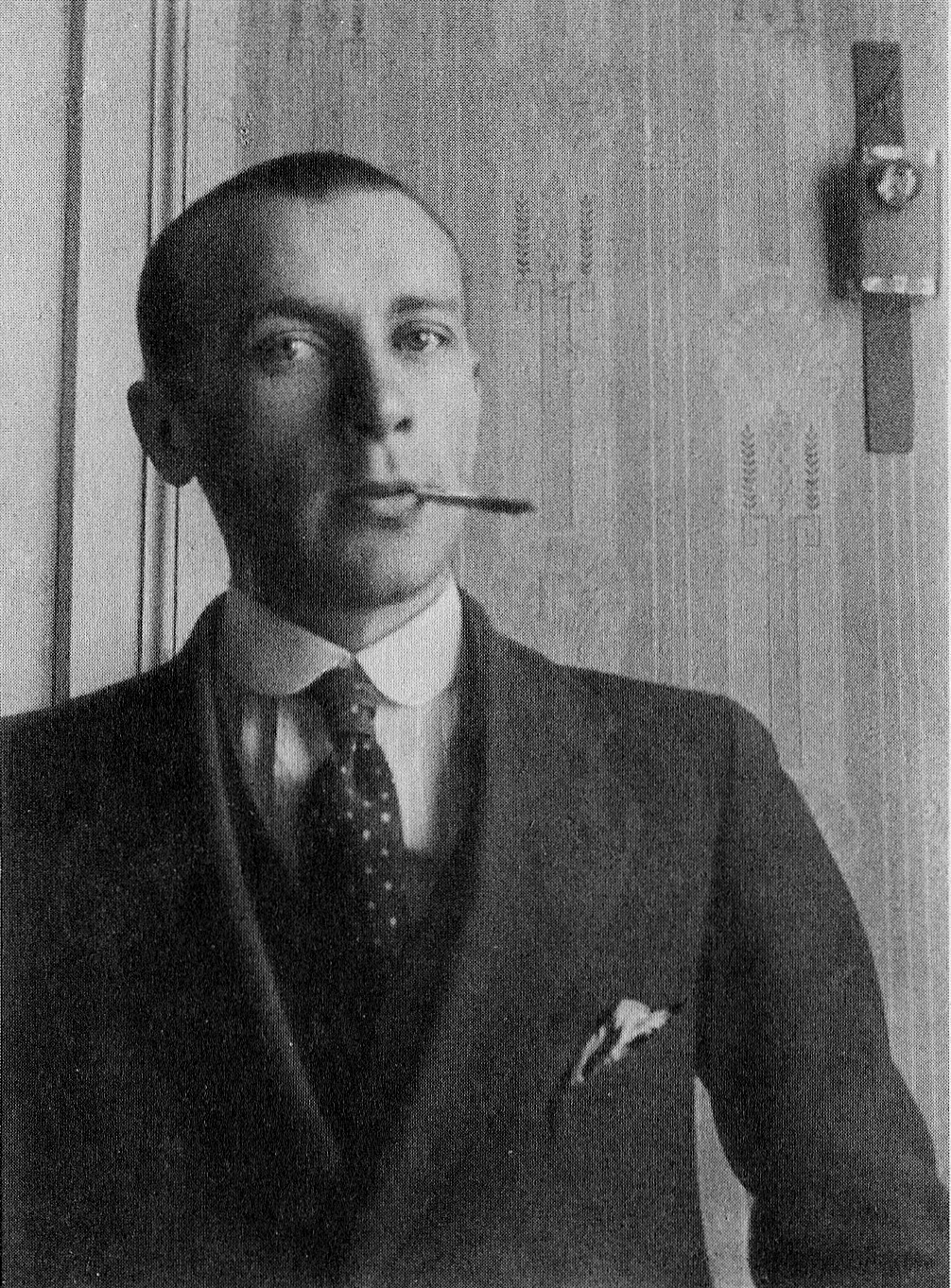
Mikhaïl Boulgakov
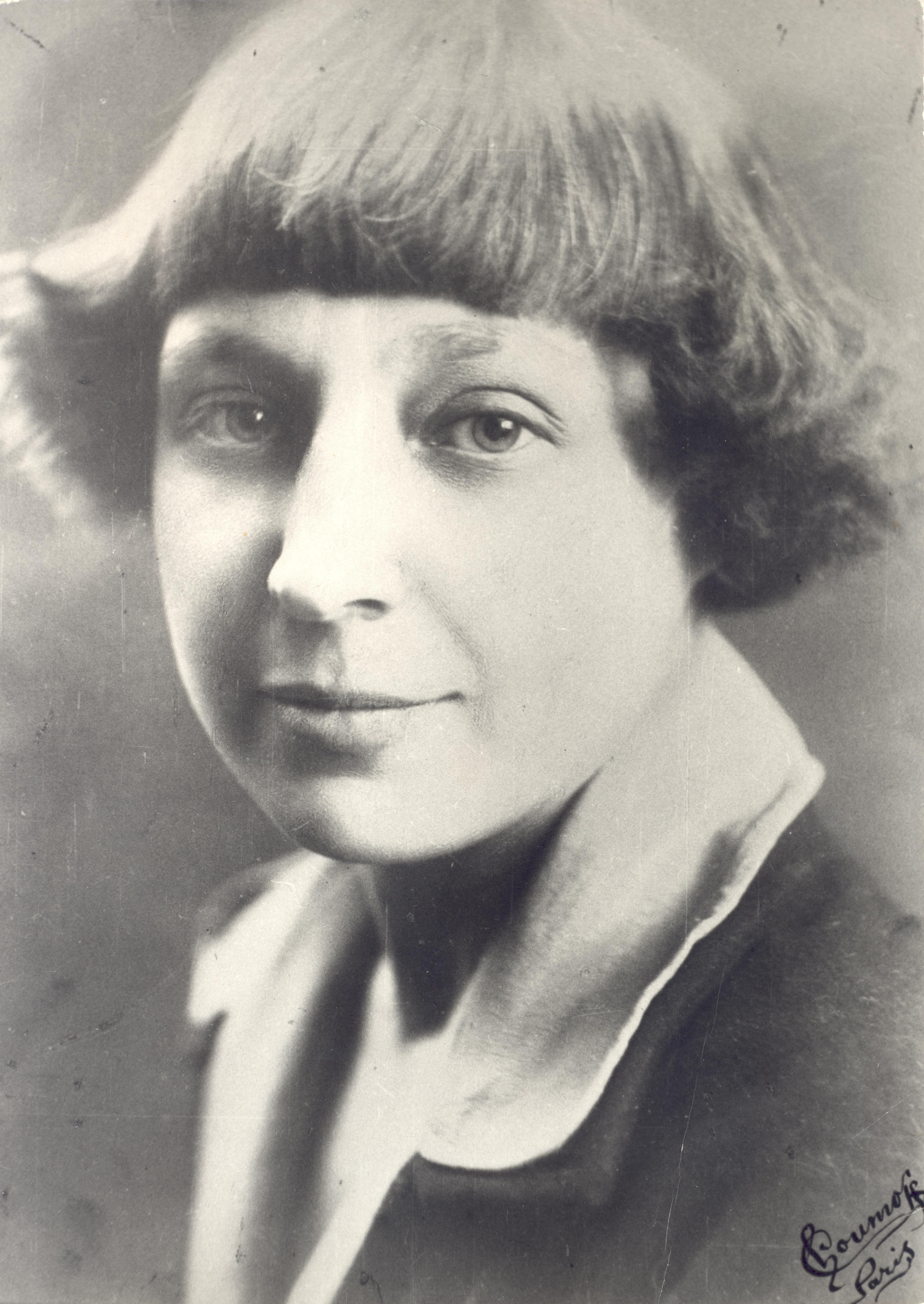
Marina Tsvetaïeva
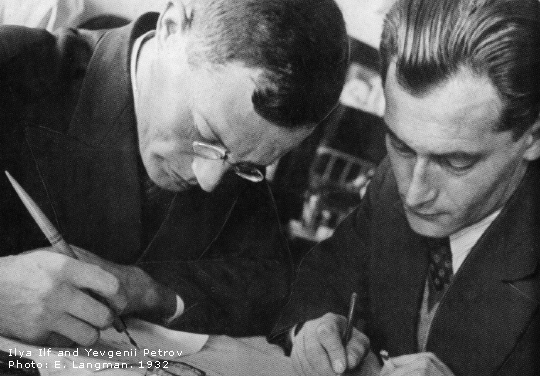
Ilia Ilf et Evguéni Petrov
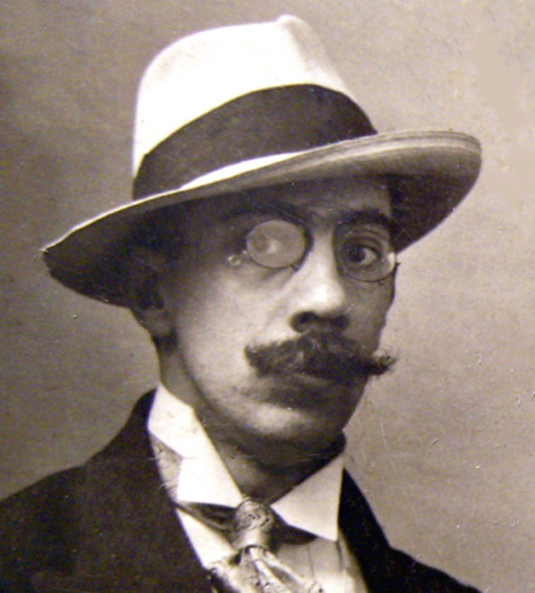
Alexandre Beliaïev
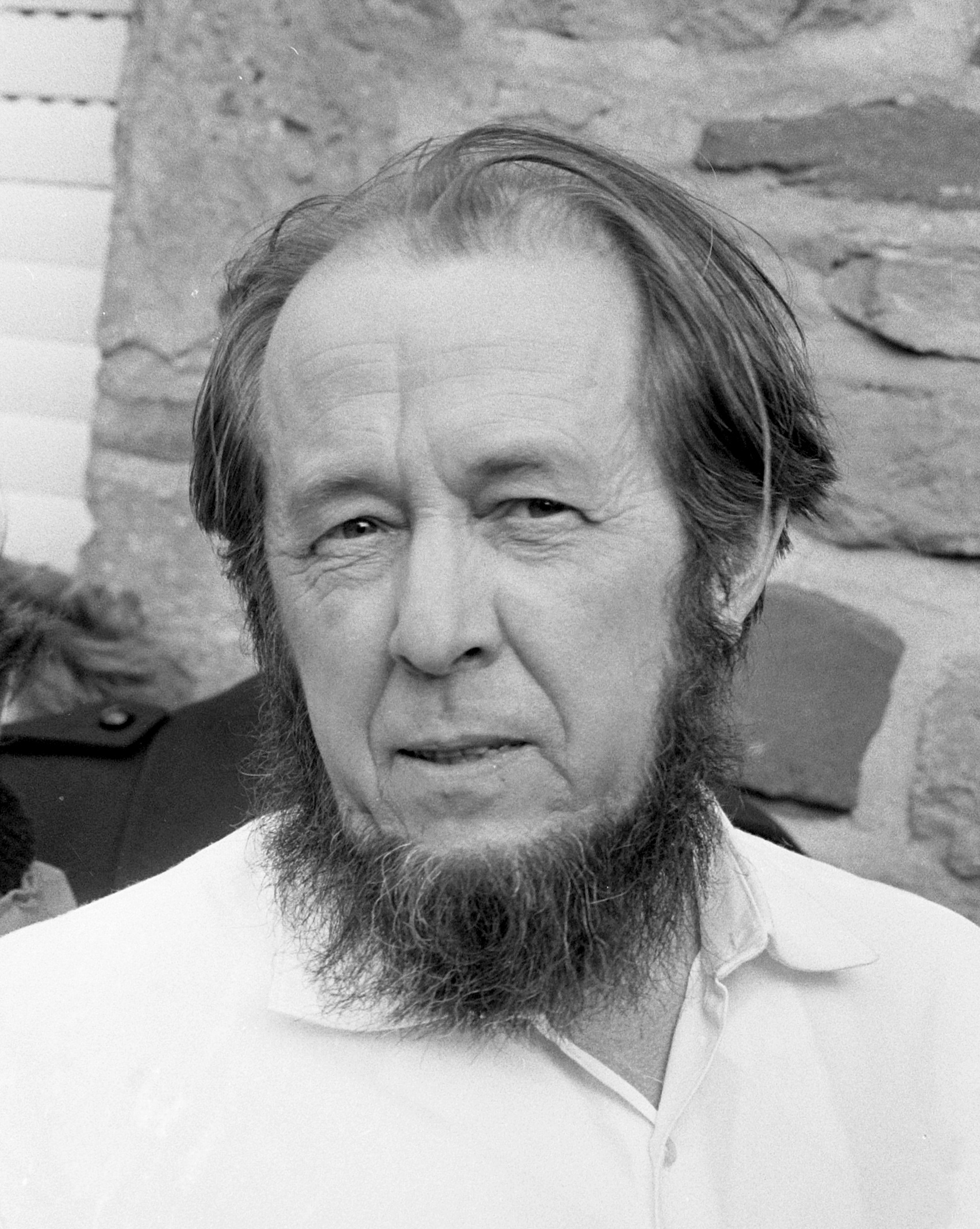
Alexandre Soljenitsyne
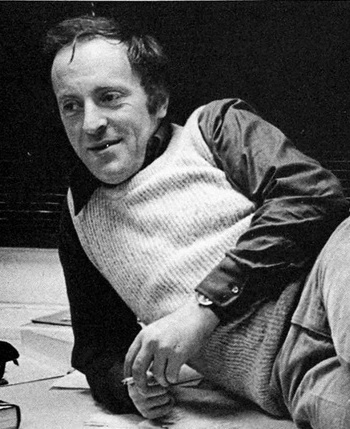
Joseph Brodsky

## Littérature russe contemporaine
À la fin du XXe siècle, la littérature russe doit passer une phase délicate : celle de la renaissance, par-delà le sel semé par des décennies de socialisme soviétique. Les besoins de cette période sont de deux types : former et découvrir de nouveaux talents et créer une économie de l'édition en Russie. Les maisons d'édition trouvent de l'argent pour se développer en vendant des romans de piètre qualité littéraire. Peu d'écrivains, comme Viktor Pelevine (1962-) ou Vladimir Sorokine (1955-) sortent du lot. Les maisons d'édition publient peu des œuvres étouffées sous la période communiste ou connues par samizdat.
La poule aux œufs d'or de l'édition russe est, comme partout ailleurs, la littérature policière. Les polars empreints d'ironie de Daria Dontsova (1952-) connaissent un grand succès. Les 50 romans policiers qu'elle a pour l'instant écrits se sont vendus à des millions d'exemplaires et sont traduits dans plusieurs pays européens.
Au début du XXIe siècle, la demande du public russe s'est fortement accrue, en qualité comme en quantité. En conséquence, l'économie de l'édition russe est obligée de fournir ses clients en cherchant et rémunérant de nouveaux talents littéraires. Le nombre de maisons d'édition et les tirages augmentent.
Un certain nombre d'écrivains russes sont désormais populaires en Europe occidentale et en Amérique du Nord, telles Tatiana Tolstaïa (1951-) ou Lioudmila Oulitskaïa (1943-). Les polars de Boris Akounine (1956-) avec son personnage fétiche Eraste Pétrovitch Fandorine sont publiés en Europe et en Amérique du Nord. Alexandra Marinina (1957-), la plus grande écrivain de romans policiers en Russie a réussi à exporter ses livres en Europe et a bénéficié d'un grand succès en Allemagne.
La littérature plus traditionnelle trouve aussi un nouvel essor avec des auteurs venus de régions éloignées comme Nina Gorlanova (1947-) de Perm avec ses histoires sur les difficultés quotidiennes et les joies de l'intelligentsia provinciale ou encore Youri Rytkhéou (1930-2008) de la Tchoukotka qui raconte les problèmes identitaires des Tchouktches.
Des auteurs tels que Dmitri Gloukhovski (1979-) ou Sergueï Loukianenko  (1968-) connaissent un succès avec leurs romans de science-fiction qui ont même été adaptés en films ou jeux vidéo.
Au cours des années 2000-2020, une nouvelle génération d'écrivains russes apparait, capable de mélanger habilement la réalité et l'imagination dans leurs œuvres[réf. nécessaire] : Mikhaïl Elizarov (1973-), Vera Bogdanova (1986-), Alexandre Pelevine (ru) (1988-), Tim Skorenko (1983-), Dmitri Kolodane (ru) (1979-), Edouard Verkine (ru) (1975-).

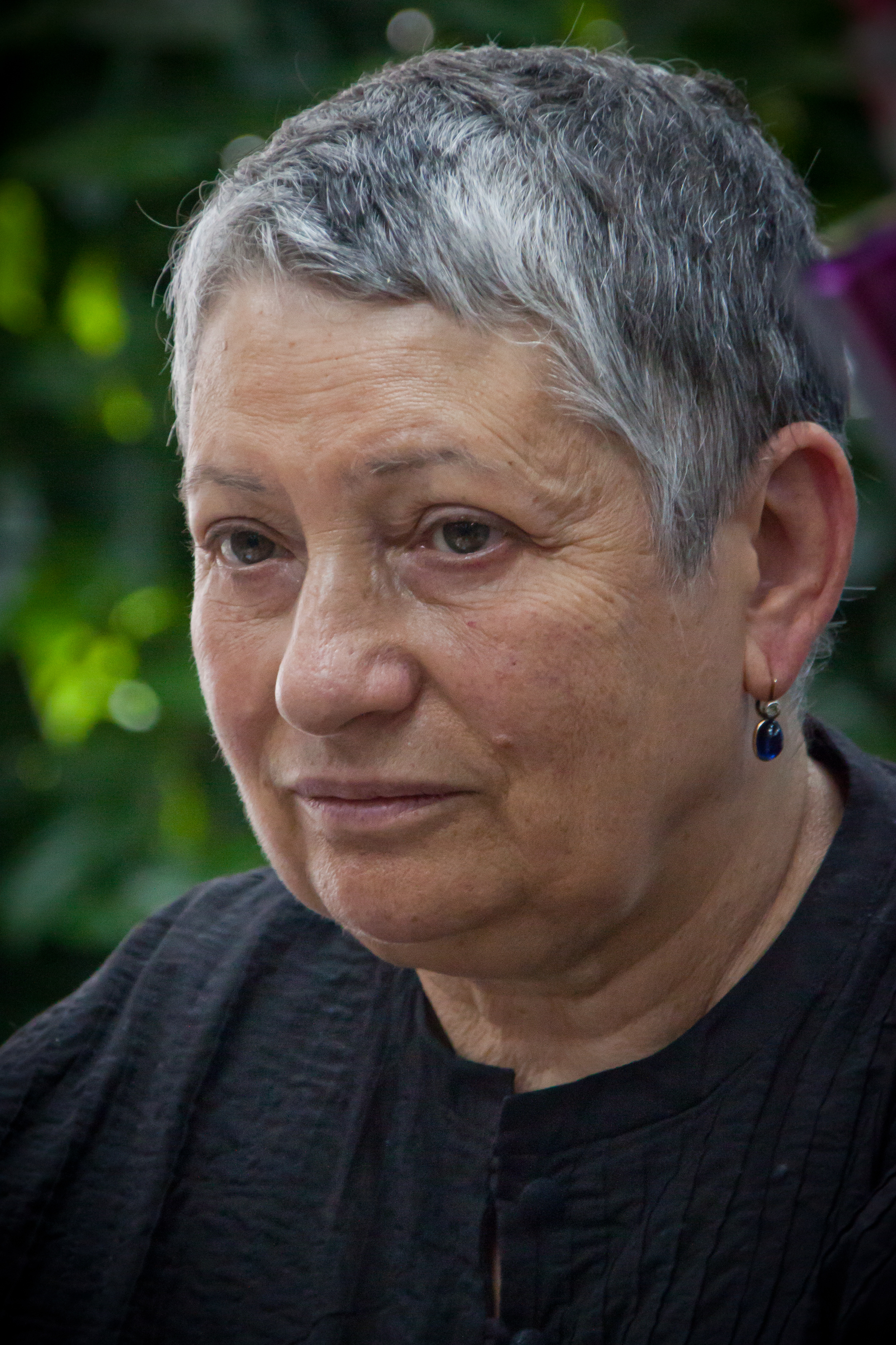
Lioudmila Oulitskaïa
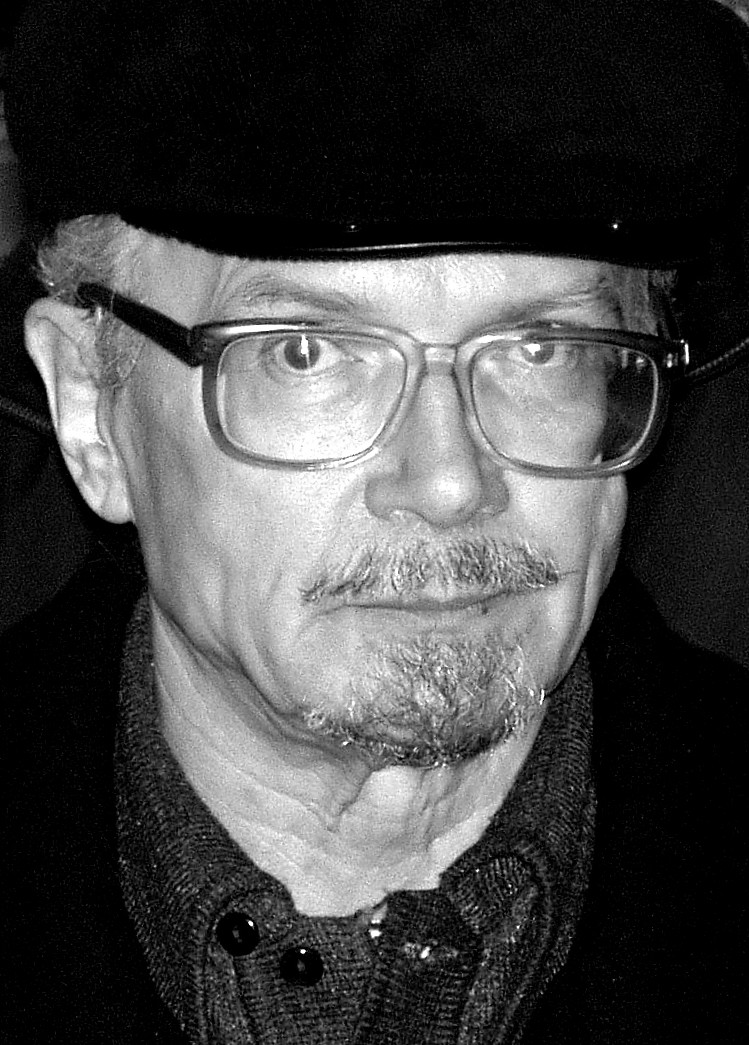
Édouard Limonov
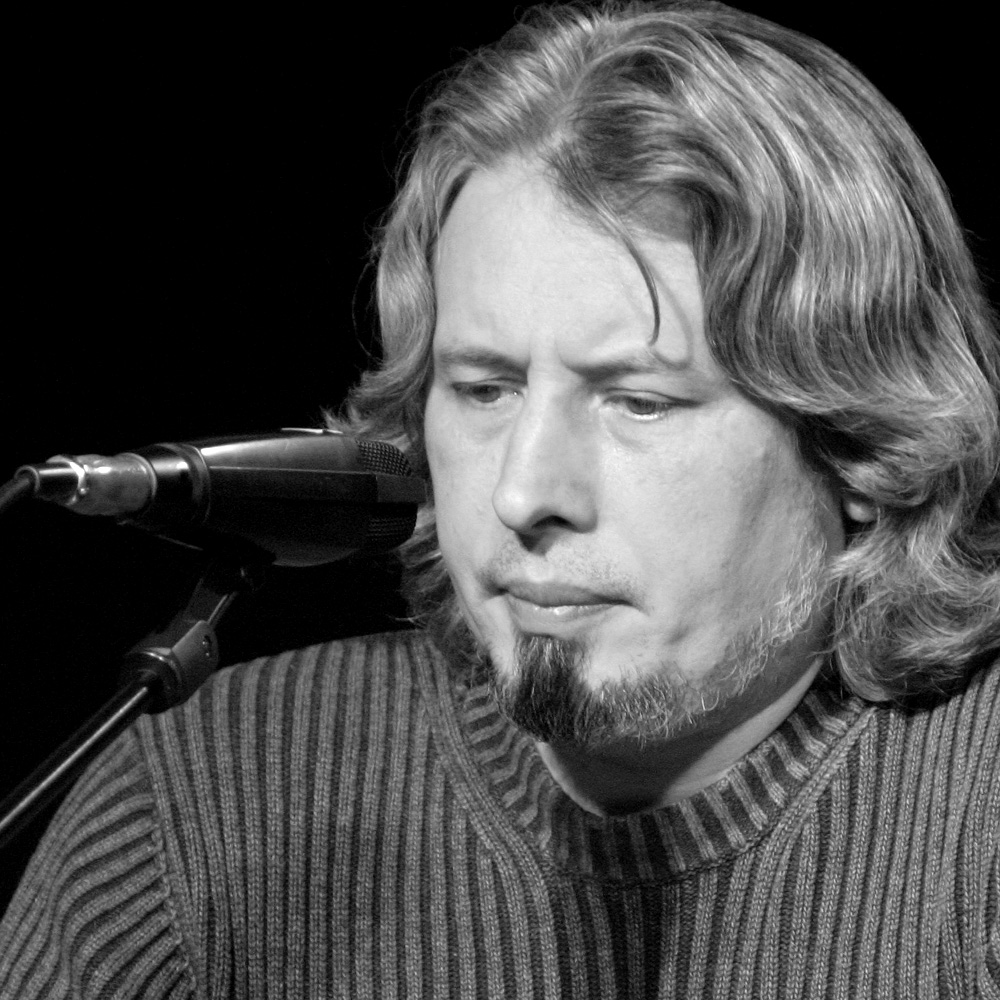
Vladimir Sorokine
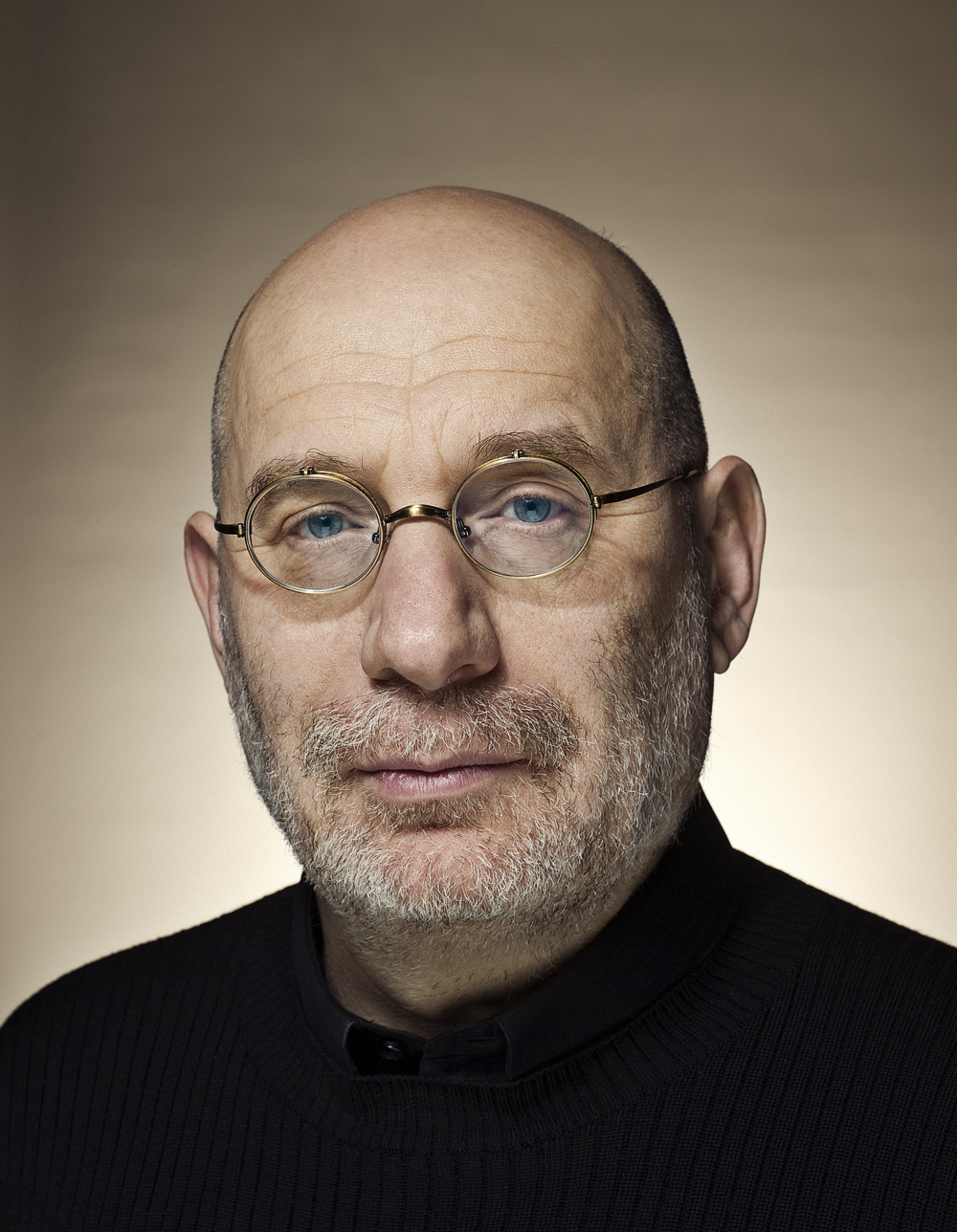
Boris Akounine
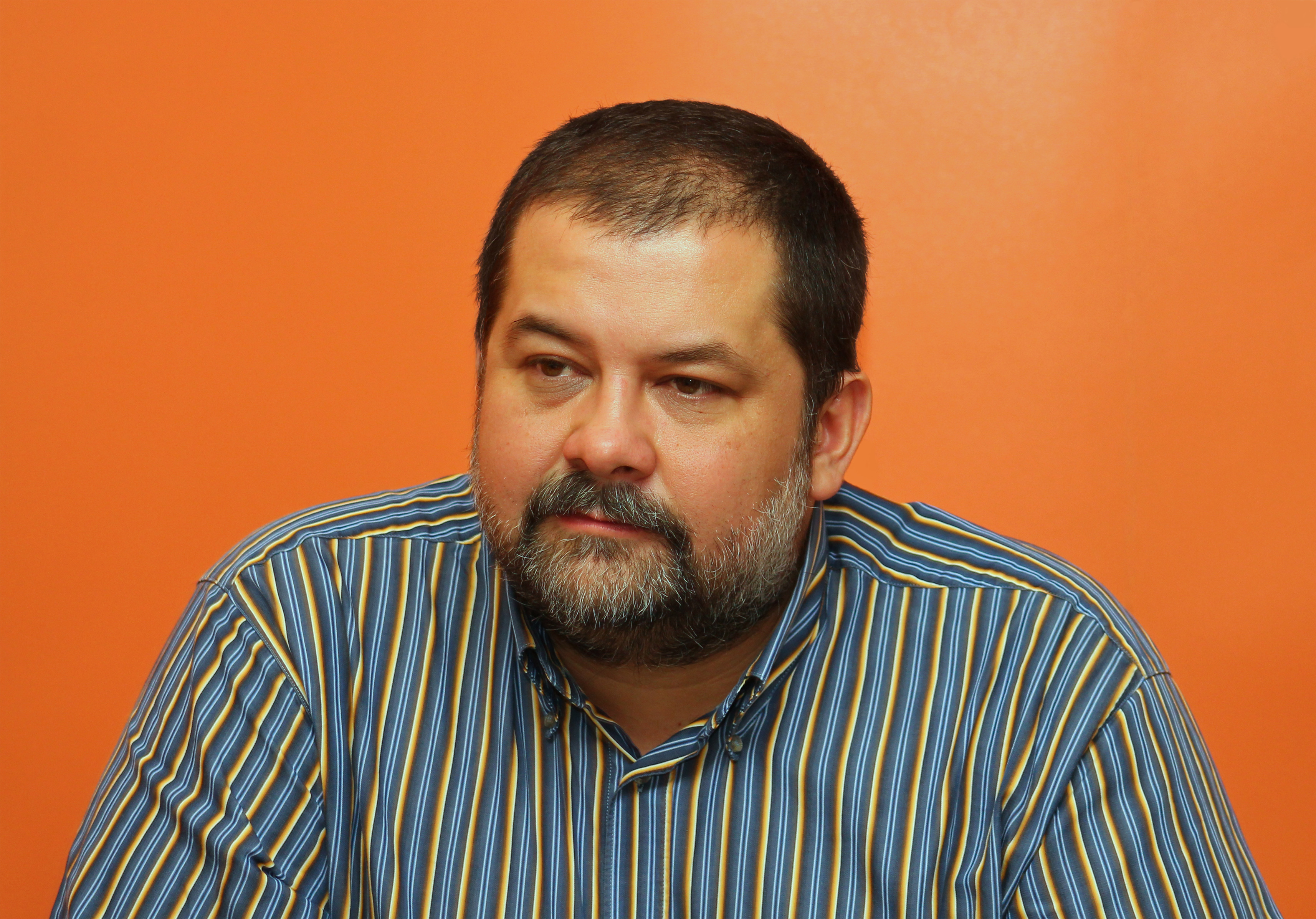
Sergueï Loukianenko

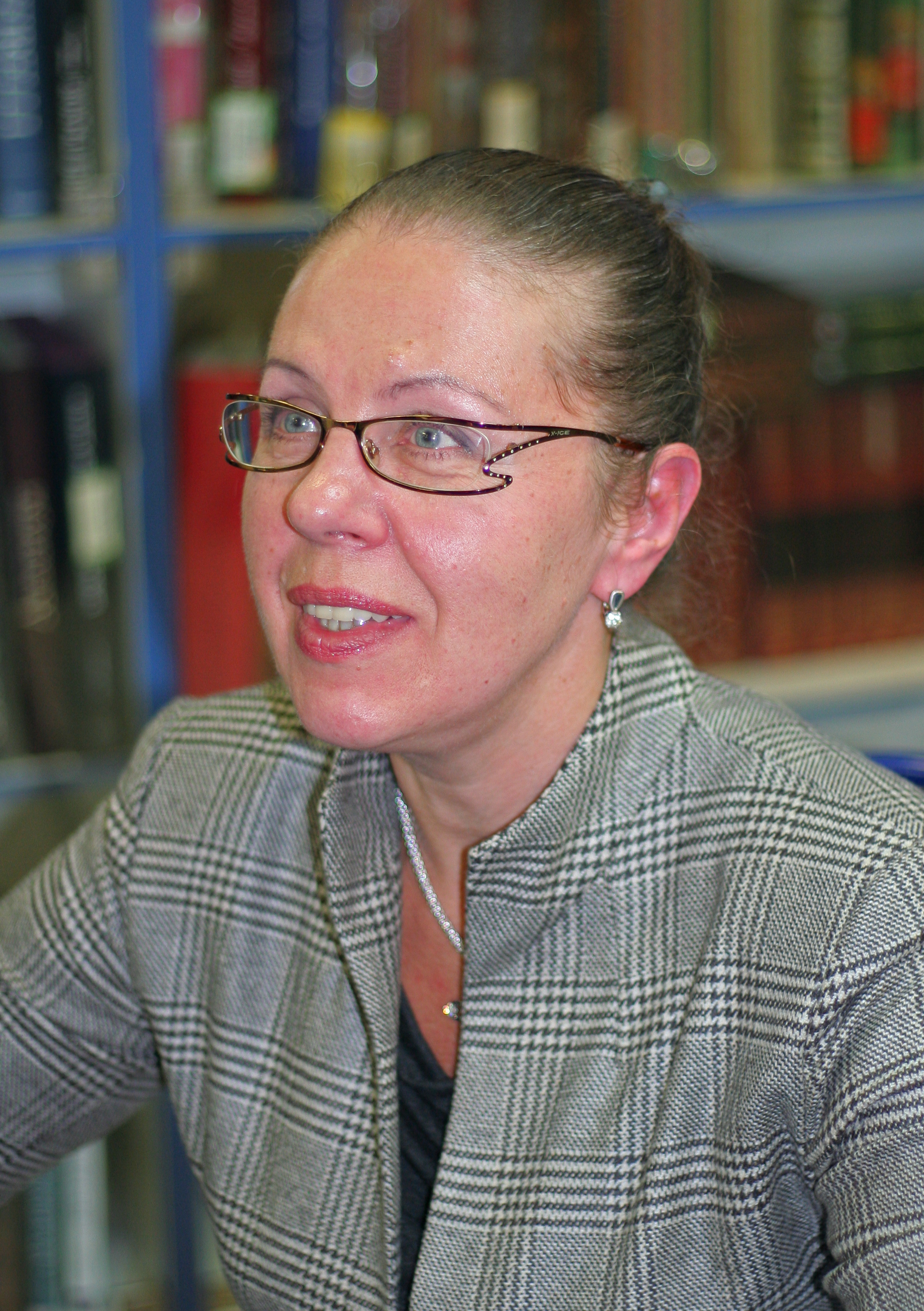
Alexandra Marinina
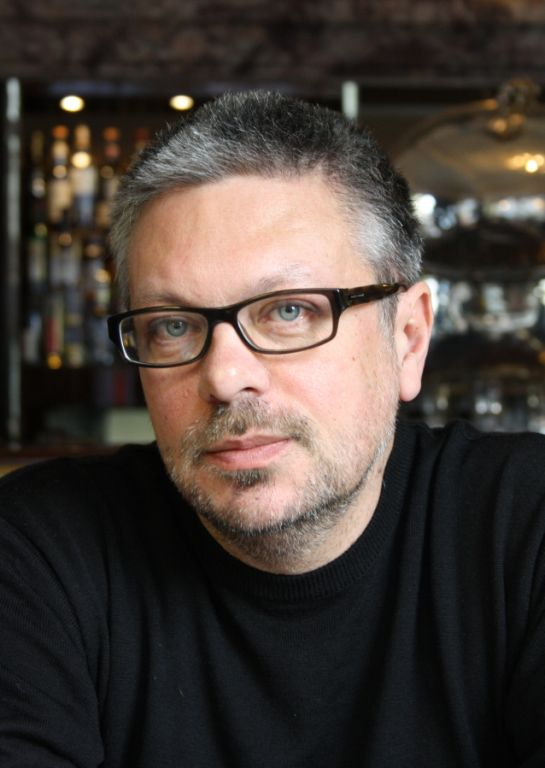
Mikhaïl Chichkine
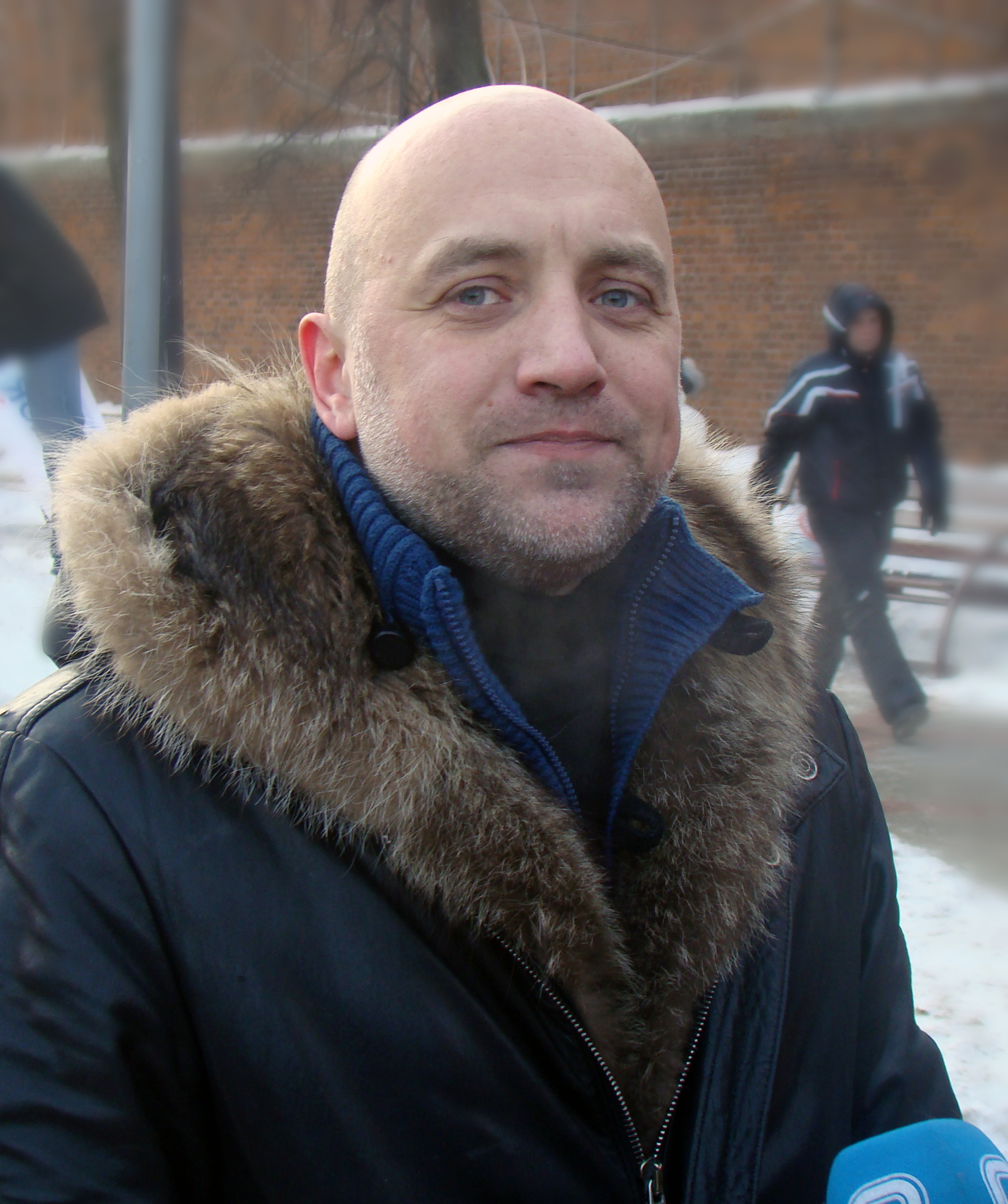
Zakhar Prilepine
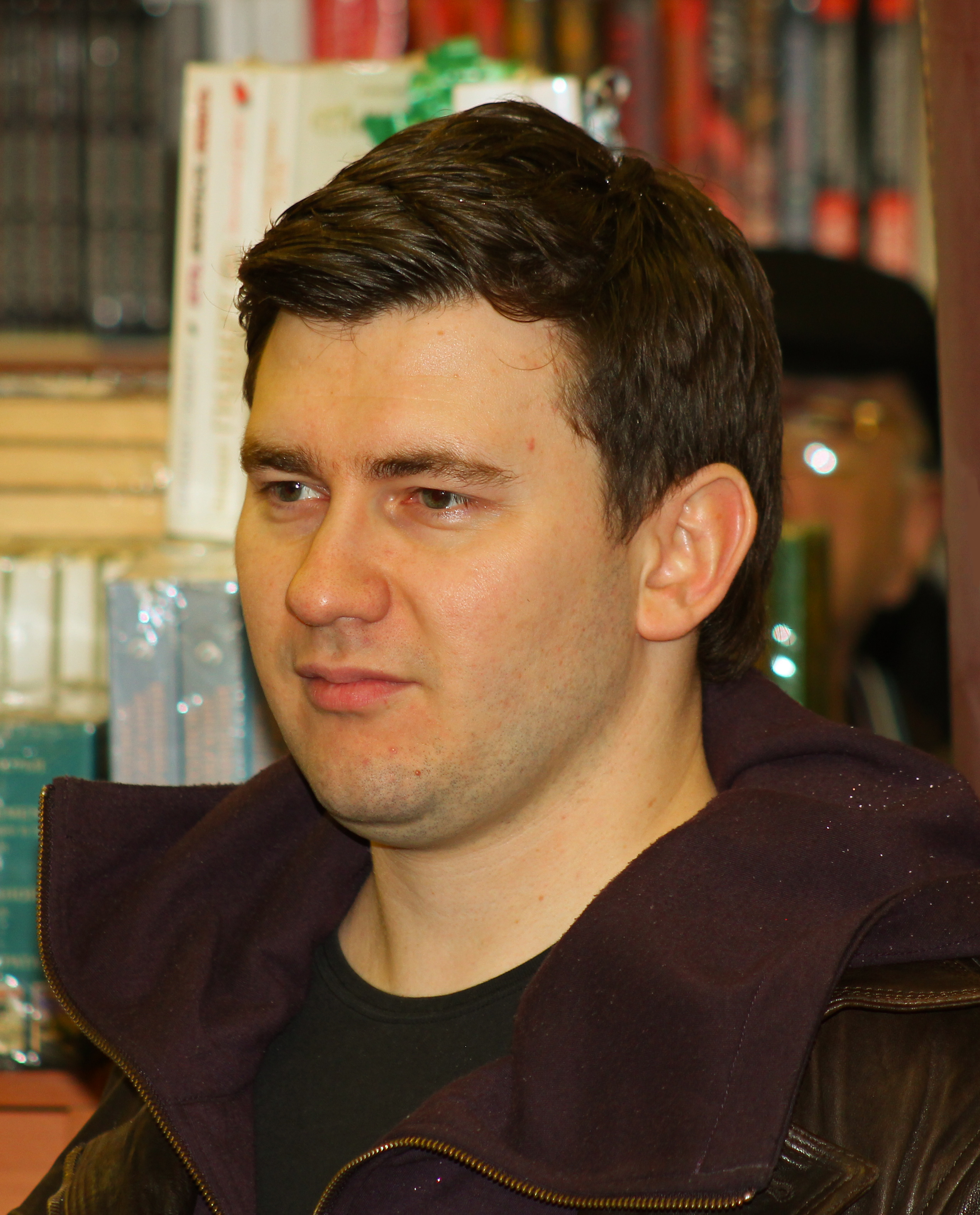
Dmitri Gloukhovski

#### Listes d'écrivains
- Liste d'écrivains de langue russe, Écrivains russes par siècle, Écrivains russes par genre
- Liste de poètes de langue russe

#### Littératures hors de Russie
- Littérature russe à l'étranger